# Alpine-Renault

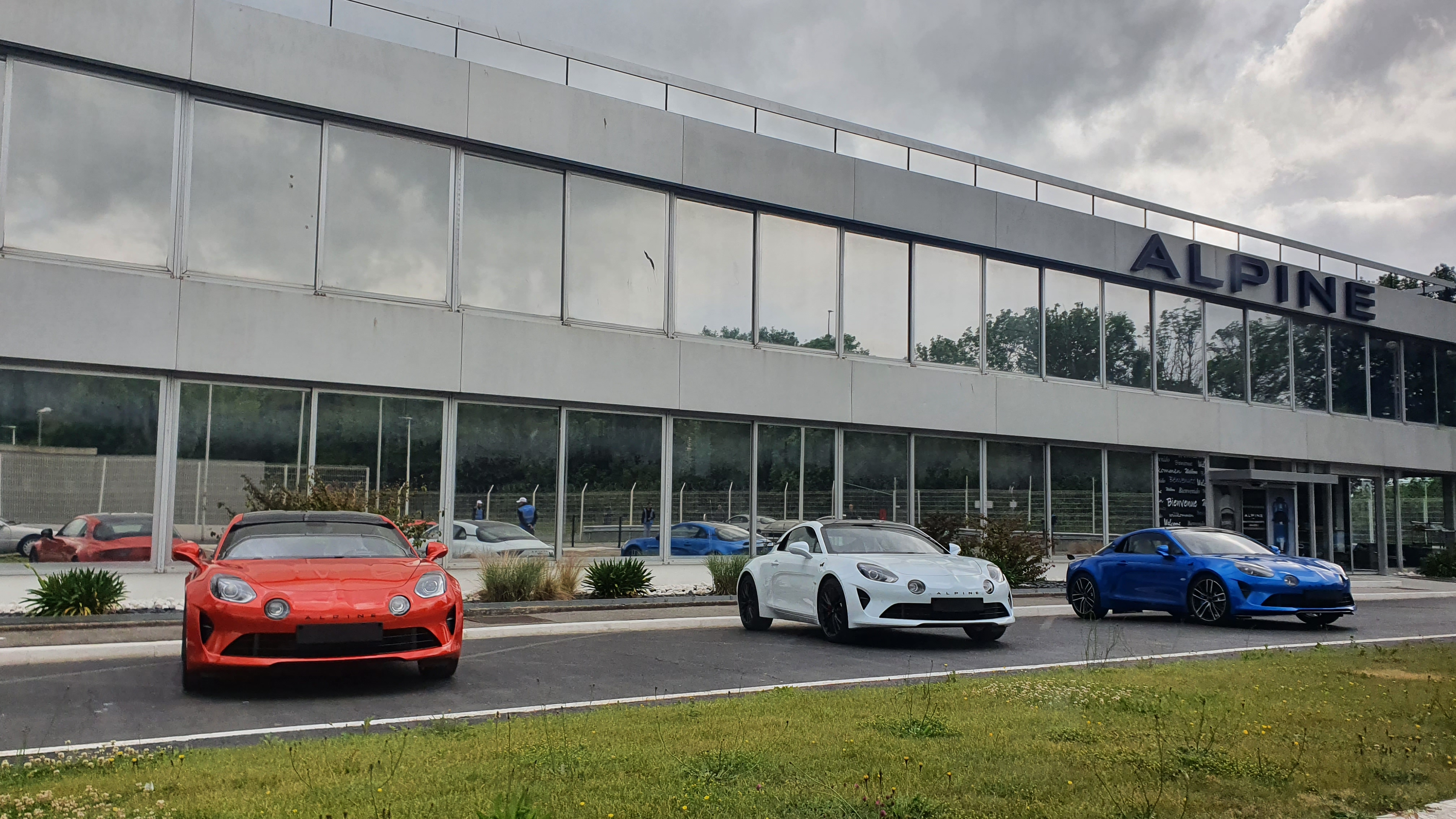
Fabbrica della Alpine a Dieppe

La Société des Automobiles Alpine SASU o più semplicemente Alpine (o anche Alpine-Renault) è una casa automobilistica francese, specializzata nella costruzione di vetture sportive, fondata nel 1955 a Dieppe da Jean Rédélé e dal 1973 facente parte del gruppo Renault.
La produzione automobilistica cessò nel 1995 ma il 5 novembre 2012, 17 anni dopo la chiusura, Carlos Ghosn, PDG di Renault, ha annunciato il rilancio dello storico marchio.

## Storia

### Le elaborazioni Renault e la fondazione
La società venne fondata da Jean Rédélé nel 1955 a Dieppe, con la ragione sociale di Société Anonyme des Automobiles Alpine. Egli era il figlio del proprietario del concessionario Renault nella città di Dieppe. Nei primi anni cinquanta, riscosse numerosi successi in varie competizioni automobilistiche, entrando anche a far parte della squadra corse alla guida di una Renault 4CV. L'esperienza maturata con i motori Renault lo spinsero a creare configurazioni sempre più estreme e competitive, non solo per sé stesso, ma anche per vari clienti che di volta in volta gli commissionavano qualche vettura per le gare. Il successo ottenuto gli permise di aprire così la nuova società.

### La produzione Alpine

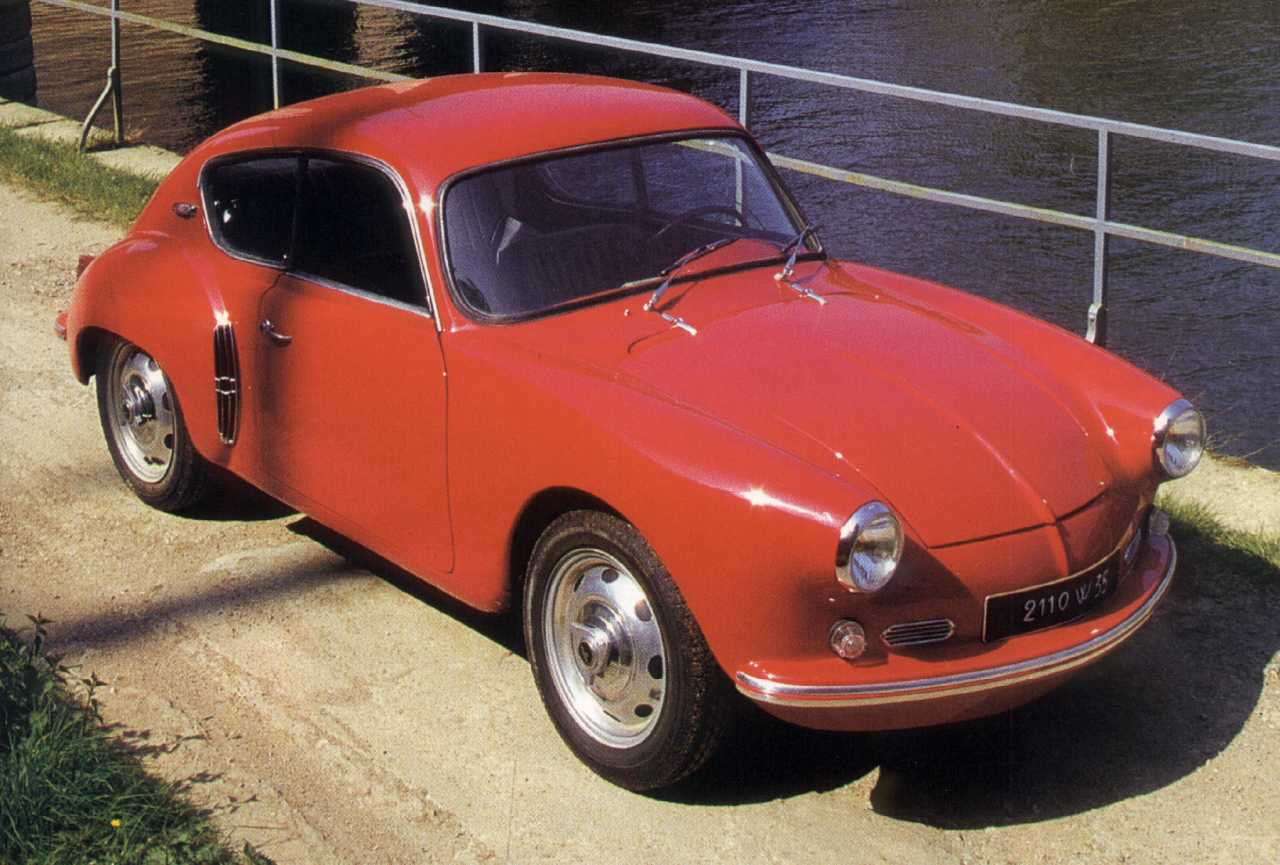
Alpine A106, prima vettura di serie realizzata dalla Alpine

Nel 1954, al Salone di New York viene presentata la prima creazione Alpine: il prototipo "The Marquis", disegnato da Giovanni Michelotti che, dopo alcuni accordi per la produzione su licenza negli Stati Uniti, non avrà seguito commerciale.
Il primo modello prodotto, l'Alpine A106 spinto dal motore della 4CV apparve nel 1956. Realizzata con carrozzeria in vetroresina su telaio tubolare, la A106 raccolse numerose vittorie durante la seconda metà degli anni '50. Poco dopo, fu affiancata da una versione aperta, sempre su disegno di Michelotti, dalla quale sarebbe derivata la Alpine A108, che riscosse anch'essa un notevole successo, sia in campo agonistico, sia presso il pubblico, che cominciava a conoscere i prodotti sportivi di questa azienda, che da officina artigianale si trasformò alla fine degli anni '50 in un vero e proprio stabilimento diviso in due sezioni, quella dedicata alla produzione di serie e quella dedicata alle competizioni.

### Le vittorie nelle competizioni e la A110

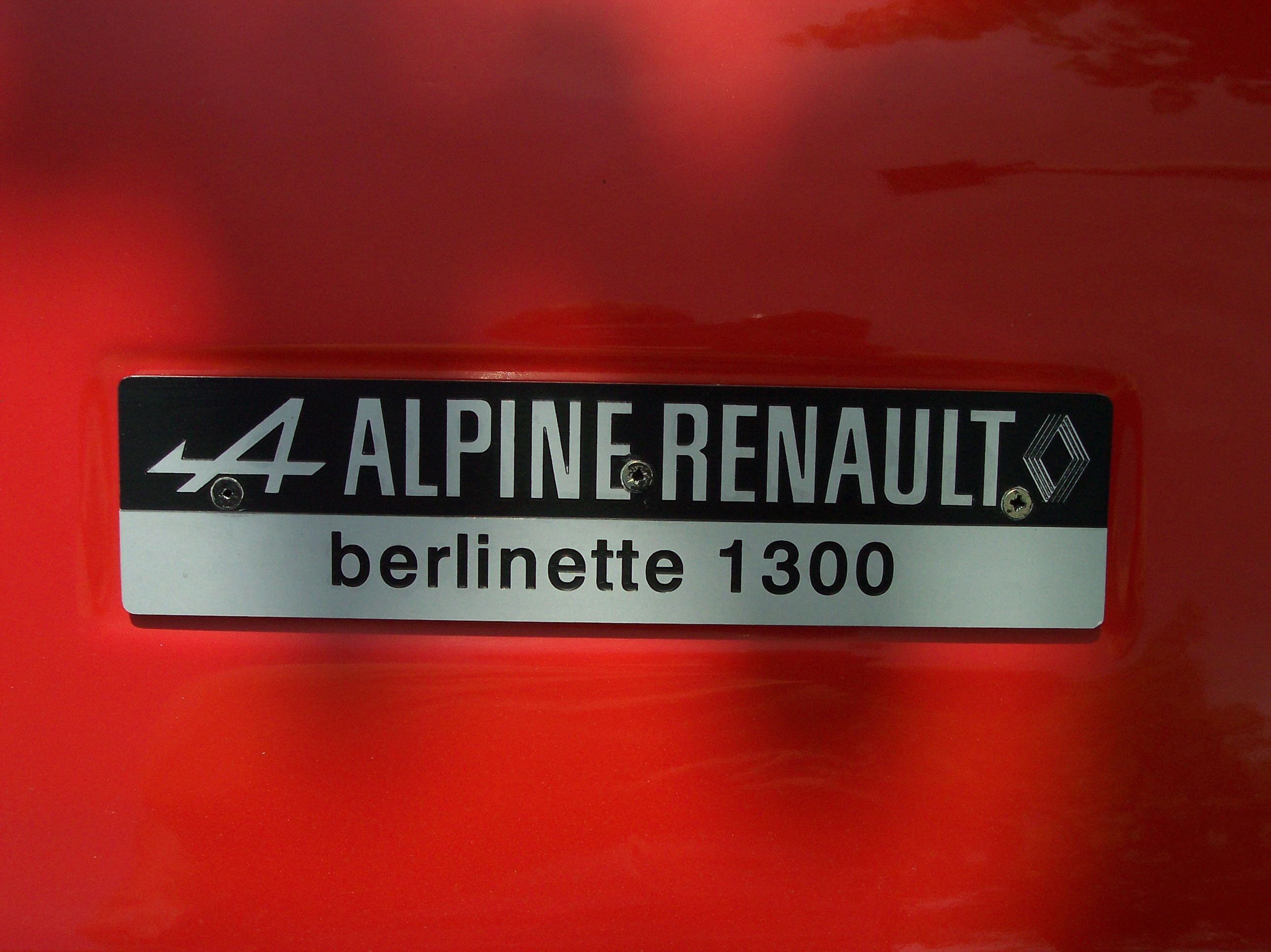
Logo di una Alpine Renault 1300

Negli anni sessanta, la Alpine cominciò a lavorare ad una nuova sportiva, molto bassa e profilata, sulla base della Renault 8. Il risultato fu la Alpine A110, che sarebbe divenuta una delle più famose Alpine di sempre. Questa vettura, che all'inizio fu equipaggiata con un motore da 956 cm³ di cubatura, subì numerose evoluzioni durante gli anni, fino a ricevere un 1647 cm³ nel 1974. Le prime vittorie conquistate dalla A110 fecero in modo che la Renault investisse un vero capitale nella Alpine e la collaborazione tra la fabbrica di Dieppe ed il colosso di Parigi si fece stretta: la Alpine, praticamente poteva attingere dalla produzione Renault qualsiasi organo meccanico ed adattarlo alle sue vetture in maniera da farne delle vetture da competizione.
Ma l'attività della Alpine non si limitava a questo: sempre all'inizio degli anni 60 fu introdotta la M63, un veicolo da pista dalla carrozzeria molto profilata ed aerodinamica, che ottenne alcune importanti affermazioni, come la vittoria alla 1000 km del Nürburgring del 1963. Inoltre, la Alpine cominciò presto a dedicarsi anche alla Formula 3 e alla Formula 2, realizzando delle monoposto con motore da un litro sempre derivato da quello della R8, come nel caso della A110.
Nel 1968 Alpine tentò l'ingresso in Formula 1, quando l'azienda insieme alla Gordini realizzò la Alpine A350, una monoposto di Formula 1 sperimentale alimentata da un motore Gordini con architettura V8. Tuttavia, dopo i primi test con il pilota collaudatore Mauro Bianchi sul circuito di Zandvoort, il progetto si concluse a causa della scarsa competitività della vettura perché il motore produceva circa 300 cavalli, meno rispetto ai quasi 400 dei motori Cosworth V8, nonostante il veicolo fosse già pronto per disputare il Gran Premio di Francia 1968; infatti a causa delle prestazioni insoddisfacenti la Renault, che collaborava allo sviluppo del veicolo, pose il veto sulla monoposto. Dopo il Gran Premio di Francia, la A350 fu distrutta.
Tornando alla A110, all'inizio degli anni settanta, quando le vittorie della A110 erano innumerevoli, la vettura continuò a seminare vittorie su vittorie e nel 1971 vinse al Rally di Montecarlo. Il 1973 fu l'anno dell'apice: l'Alpine divenne campione del mondo rally, battendo case ben più blasonate come la Porsche, la Lancia e la Ford.

### Il declino, la fusione con Renault e la fine della produzione

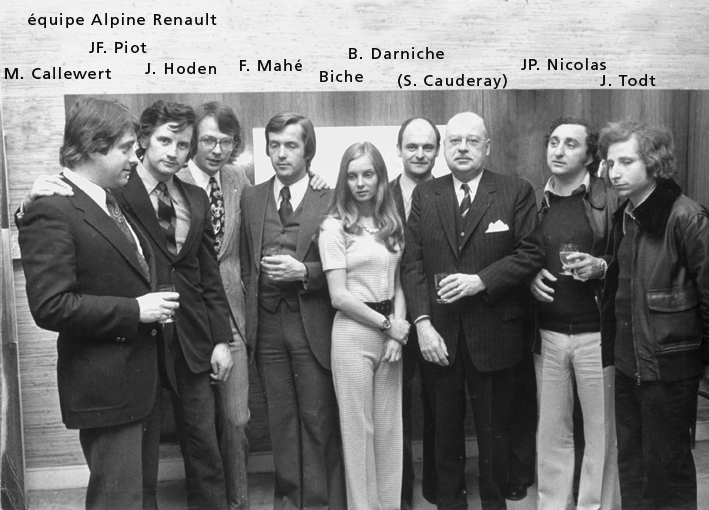
Equipe della Alpine-Renault, con piloti e co-piloti nel 1973 (ultimo sulla destra Jean Todt)

Ma il 1973 fu anche l'anno in cui esplose la crisi petrolifera e pertanto, a causa della politica di austerità instaurata in tutto il mondo, le vendite della A110 calarono in maniera decisa.
Già all'inizio degli anni 70, comunque, il problema della Alpine stava nel dover trovare una sostituta alla A110, che oramai stava diventando piuttosto anziana e via via sempre meno competitiva: di lì a poco nel 1971 fu introdotta la Alpine A310. La fabbrica sportiva francese era però in fase calante: la meccanica dei nuovi modelli derivava dalla produzione di serie, come anche in passato, ma la concorrenza non stava certo a guardare. Per esempio poco dopo, la Lancia avrebbe introdotto la Stratos, con una motorizzazione di derivazione Ferrari e ciò tanto bastava a tagliare fuori vetture come la A310, impiegata comunque in alcune competizioni, ma con scarsi successi.
Nel 1975-76 l'Alpine tentò nuovamente la partecipazione alla Formula 1, costruendo Alpine A500 su progetto di André de Cortanze. La monoposto, dotata del nuovo motore turbo Renault EF realizzato dalla Gordini, fu la prima ad adottare un motore turbocompresso e gli pneumatici radiali. La vettura, però, a causa di svariati problemi tra cui l'affidabilità, non venne mai impiegata in corsa. In seguito il progetto venne ripreso e il motore debuttò al Gran Premio di Gran Bretagna del 1977 con Renault RS01.
Qualche barlume di gloria si ebbe nel campo delle gare su pista: l'Alpine-Renault A442 vinse la 24 Ore di Le Mans nel 1978. Nello stesso anno, l'Alpine si fuse con la Renault, anche se per alcuni anni il nome venne mantenuto assieme a quello della casa madre su talune vetture sport.
Nel 1985, la A310 fu sostituita dalla GTA, che poi venne rimpiazzata nel 1991 dalla A610, la cui produzione venne a sua volta cessata nel 1995. La fabbrica di Dieppe ha continuato a produrre diversi modelli di auto sportive della Renault.

### La rinascita del marchio

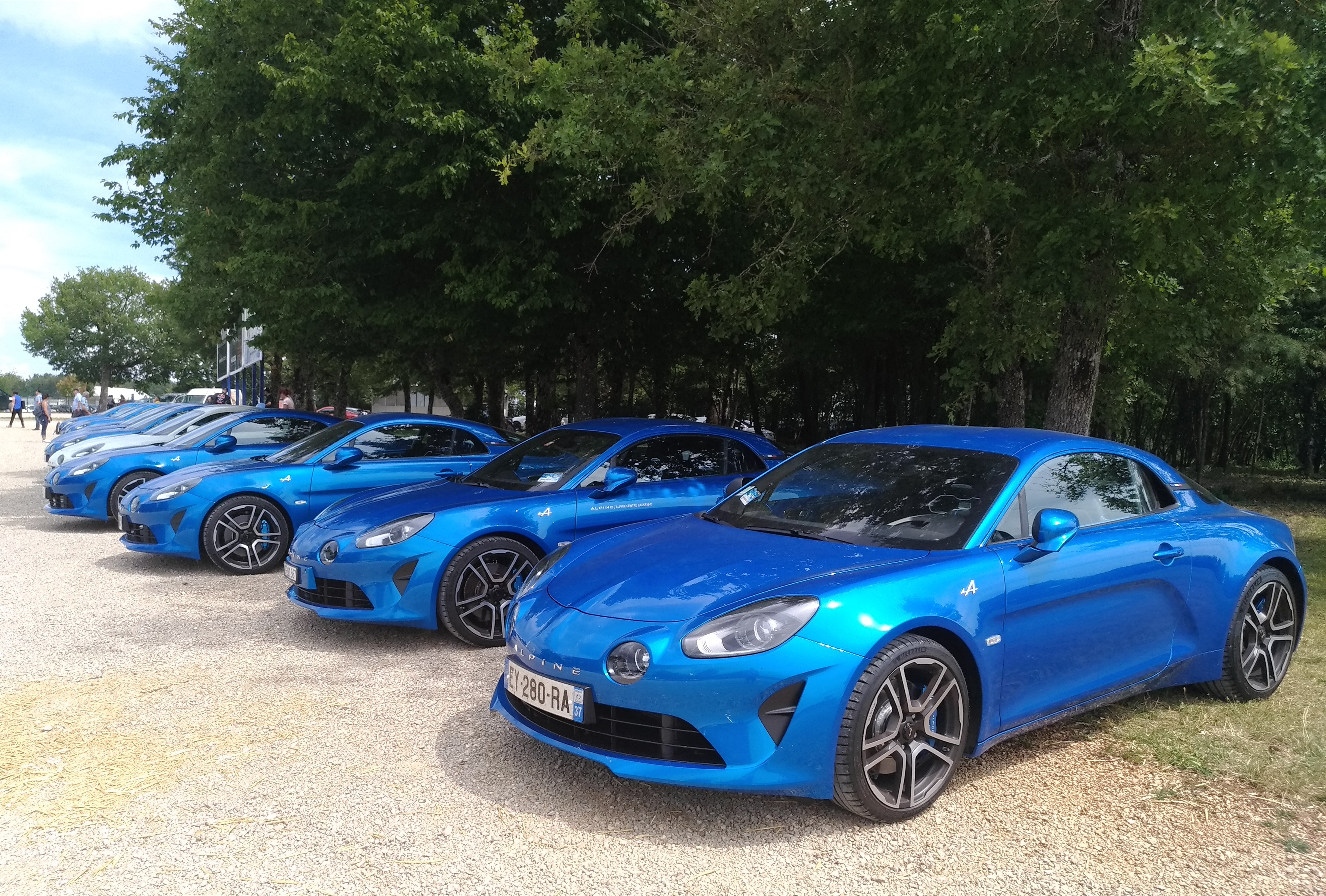
Parata di Alpine A110 del nuovo secolo

Dopo 17 anni dalla sua scomparsa, Carlos Ghosn, PDG di Renault, annuncia il 5 novembre 2012 la rinascita della Alpine e la partnership del marchio con la inglese Caterham; la società di automobili "Alpine Renault" è rinominata « Société des automobiles Alpine Caterham ».
Nel 2014 tuttavia la partnership con Caterham è sciolta e la Renault continua da sola il rilancio della marca Alpine.
Carlos Ghosn dà il via libera per il rilancio del marchio nel 2016. Il 16 febbraio dell'omonimo anno, Carlos Ghosn svela un nuovo prototipo della prossima Alpine, chiamata Alpine Vision, che prefigura la versione finale della futura nuova Alpine A110, che è stata svelata in anticipo il 28 febbraio 2017, per poi debuttare al Salone di Ginevra dello stesso anno.
Nel 2013 e nel 2014 Alpine partecipa in collaborazione con la Signatech alla European Le Mans Series nella categoria LMP2, vincendo in entrambe le occasioni sia il titolo piloti che il titolo costruttori. Dal 2015 al 2020, inoltre, il team Signatech-Alpine partecipa al Campionato del mondo endurance nella categoria LMP2, vincendo il trofeo endurance costruttori LMP2 nel 2016 e nel 2018-2019. 
Il 6 settembre 2020 il Groupe Renault annuncia il cambio di denominazione da Renault F1 Team a Alpine F1 Team, come parte della strategia per il rilancio del marchio. La stagione 2021 vede il ritorno in Formula 1 di Fernando Alonso, affiancato da Esteban Ocon.
Il 14 settembre 2020 viene annunciata la nascita dell'Alpine Endurance Team, che parteciperà al Campionato del mondo endurance a partire dall'edizione 2021 nella categoria LMP1. La Alpine LMP1 è realizzata in collaborazione con la Signatech su telaio Oreca e motore Gibson.

### Cronologia essenziale
- 1955: creazione della società sotto forma di SARL e dell'Alpine A106
- 1962: Alpine A110
- 1966: passaggio alla forma sociale di SA
- 1969: installazione in avenue de Bréauté
- 1971: Alpine A310
- 1973: diventa filiale del gruppo Renault e titolo di campione del mondo dei costruttori.
- 1975: Renault 5 Alpine
- 1980: Renault 5 Turbo
- 1982: Renault 5 Alpine Turbo
- 1984: Alpine GTA e Renault 11 Turbo
- 1985: Renault Super 5 GT Turbo e Renault 9 Turbo
- 1987: Renault 21 Turbo
- 1991: Alpine A610
- 1995: scomparsa del marchio Alpine, più alcun veicolo porta questo nome.
- 1996: Spider RS e certificatione ISO 9002
- 1999: Clio RS e certificazione ISO 14001
- 2000: creazione della Renault Sport Technologies, raggruppante Alpine con Renault Sport, esclusa Renault F1 Team
- 2003: Nuova Clio V6 e certificazione ISO 9001:2000
- 2004: Mégane II RS
- 2006: Clio III RS
- 2008: Renault Twingo II RS
- 2009: Renault Mégane III RS
- 2010: Renault DeZir, concept car prefigurante il nuovo stile sportivo
- 2012: Renault Clio IV RS
- 2012: annuncio ufficiale della rinascita del marchio Alpine[1]
- 2012: Renault Alpine A110-50[11]
- 2014: Renault R.S.01[12]
- 2015: Alpine Vision Gran Turismo[13]
- 2015: Alpine Célébration[14]
- 2016: Alpine Vision[15]
- 2017: Alpine A110
- 2024: Alpine A290

## Automobili

### Modelli stradali

#### Modelli attuali
- Alpine A110 (2017-)
- Alpine A290 (2024-)
- Alpine A390 (2025-)

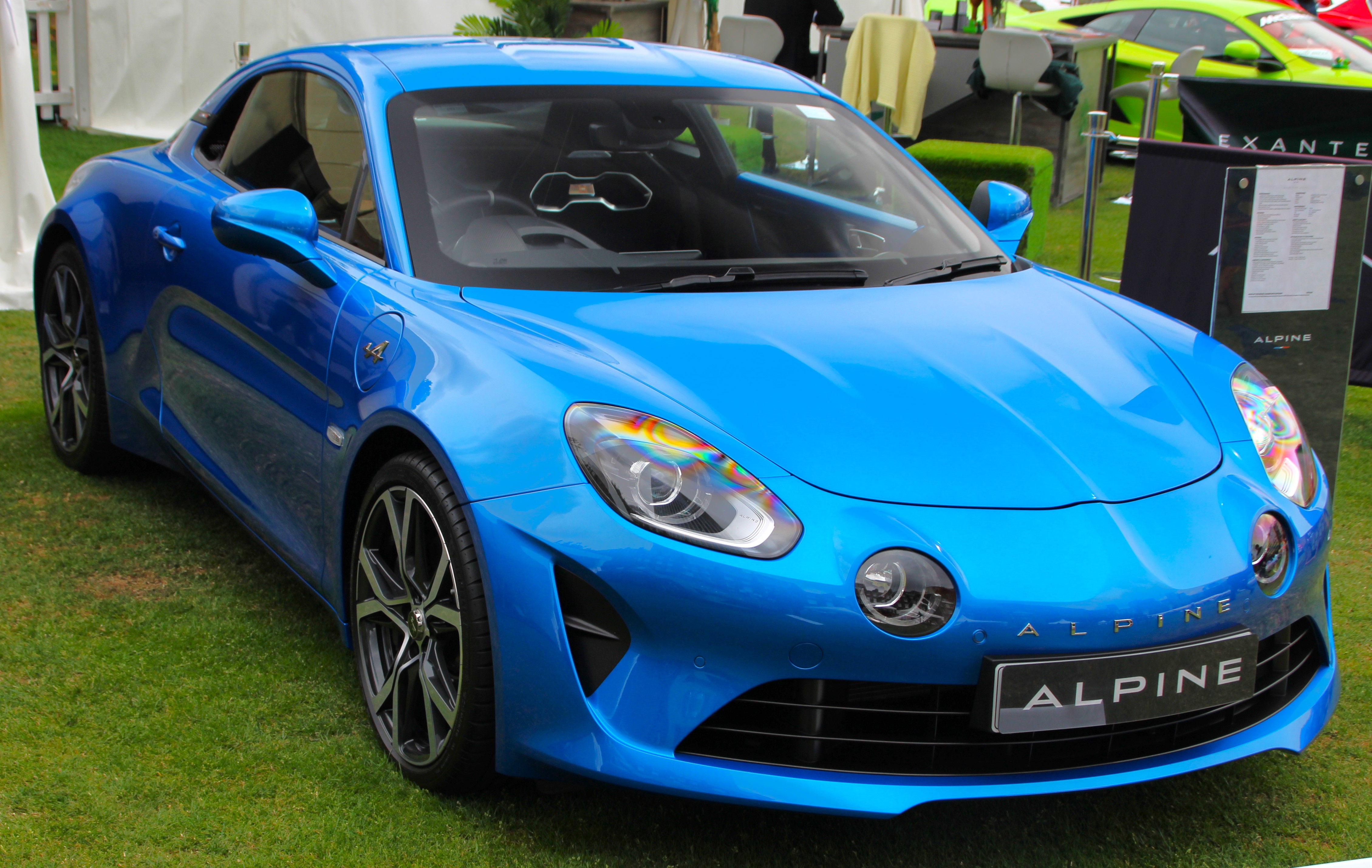
Alpine A110
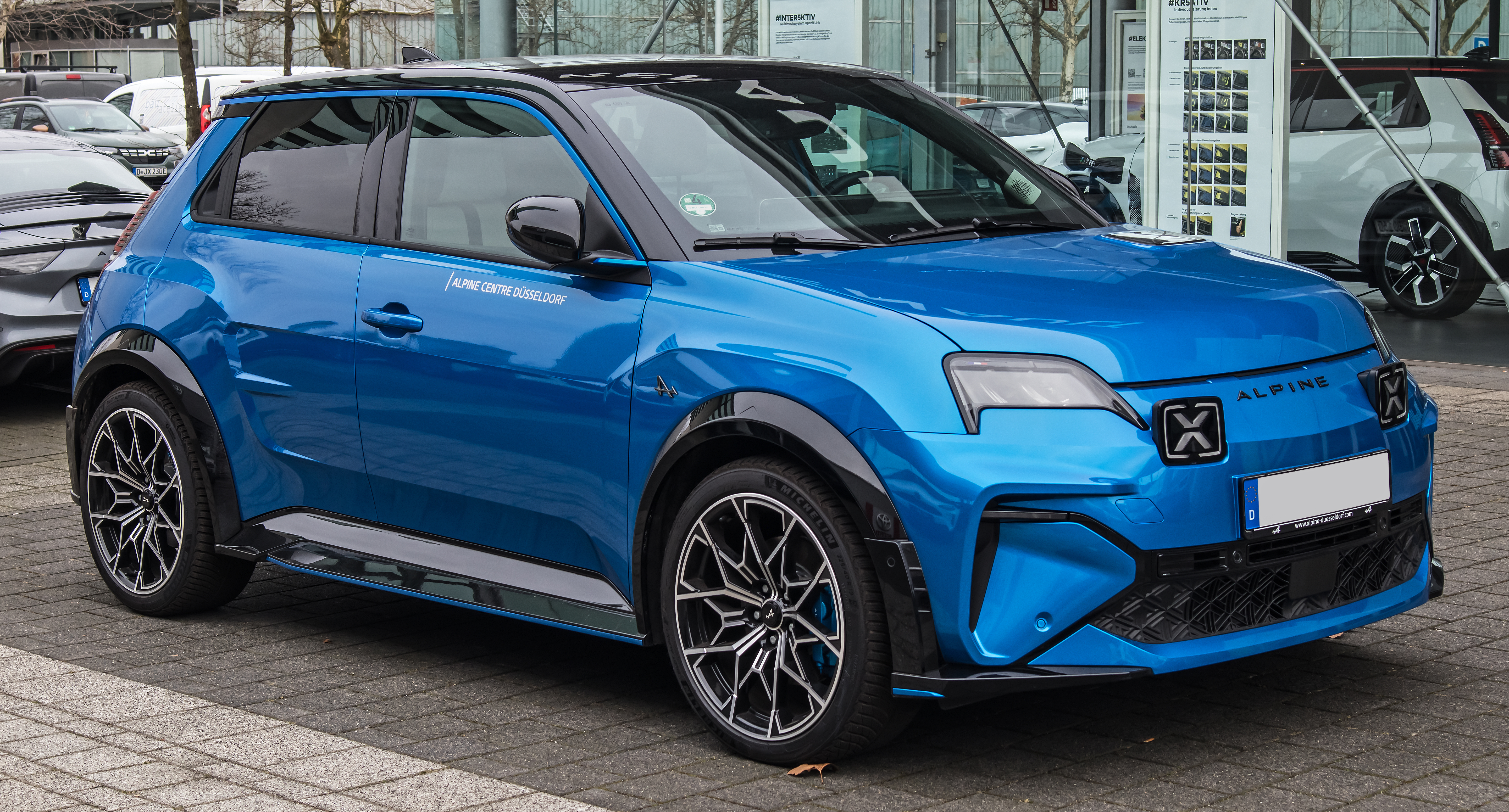
Alpine A290

#### Modelli del passato
- Alpine A106 (1955-1961)
- Alpine A108 (1958-1965)
- Alpine A110 (1962-1977)
- Alpine GT4 (1963-1969)
- Alpine A310 (1971-1985)
- Alpine GTA (1984-1991)
- Alpine A610 (1991-1995)

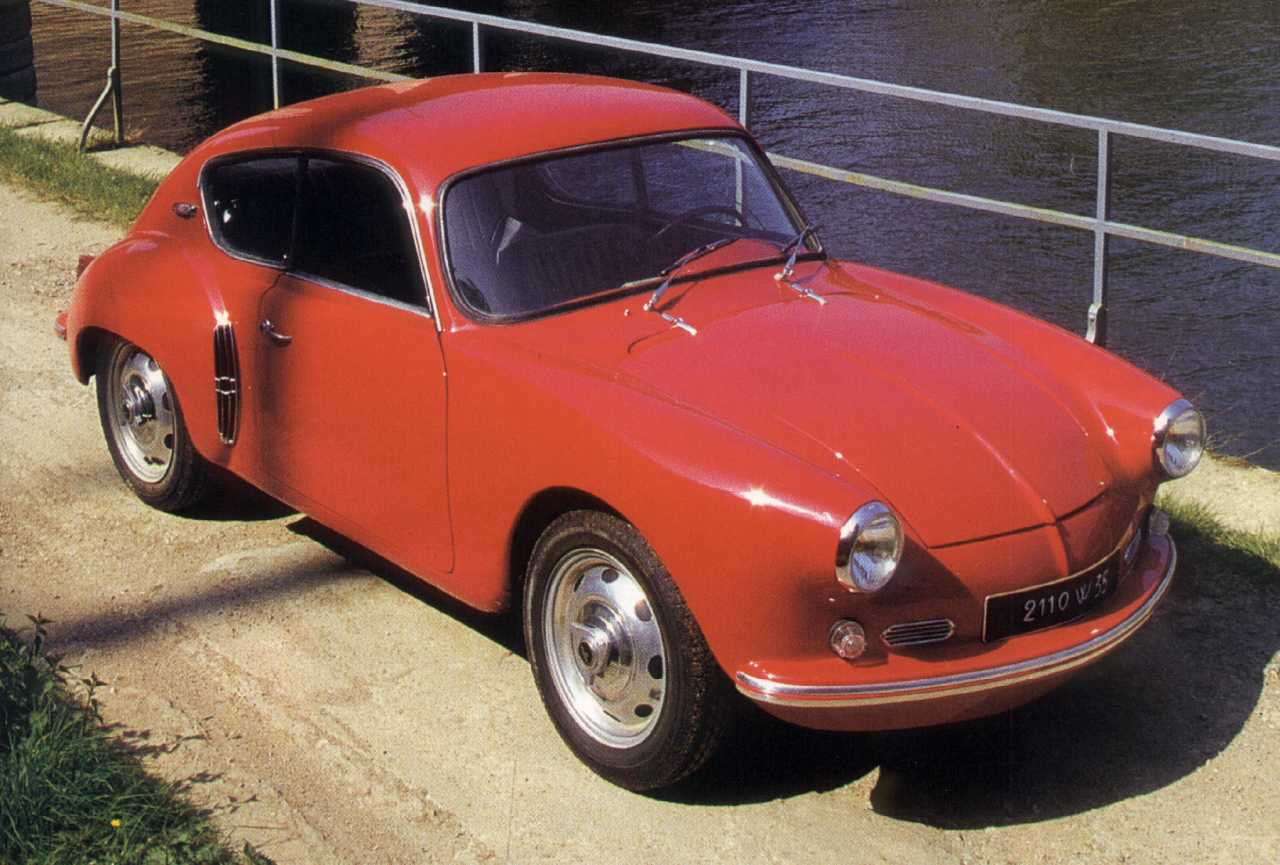
Alpine A106
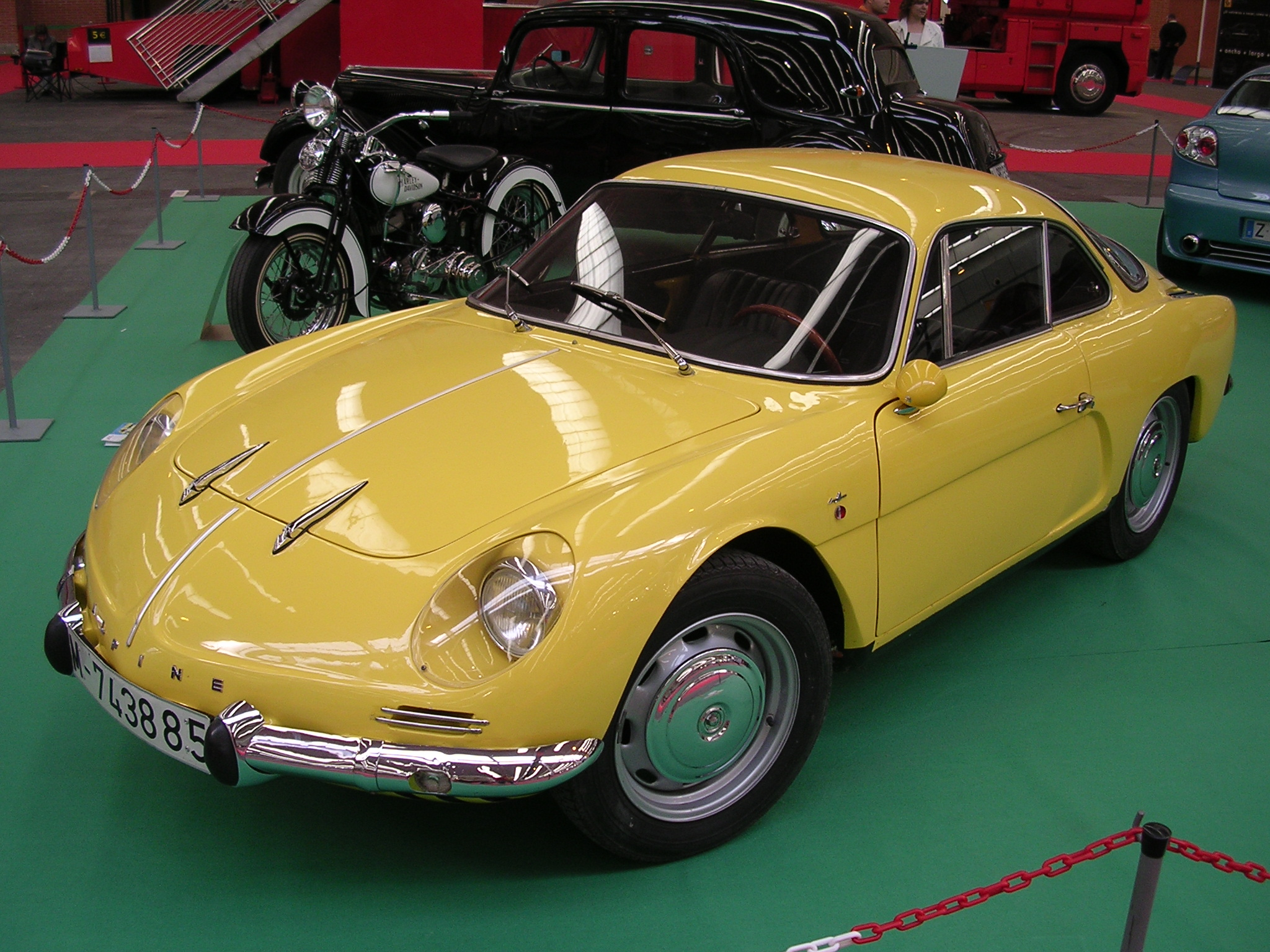
Alpine A108
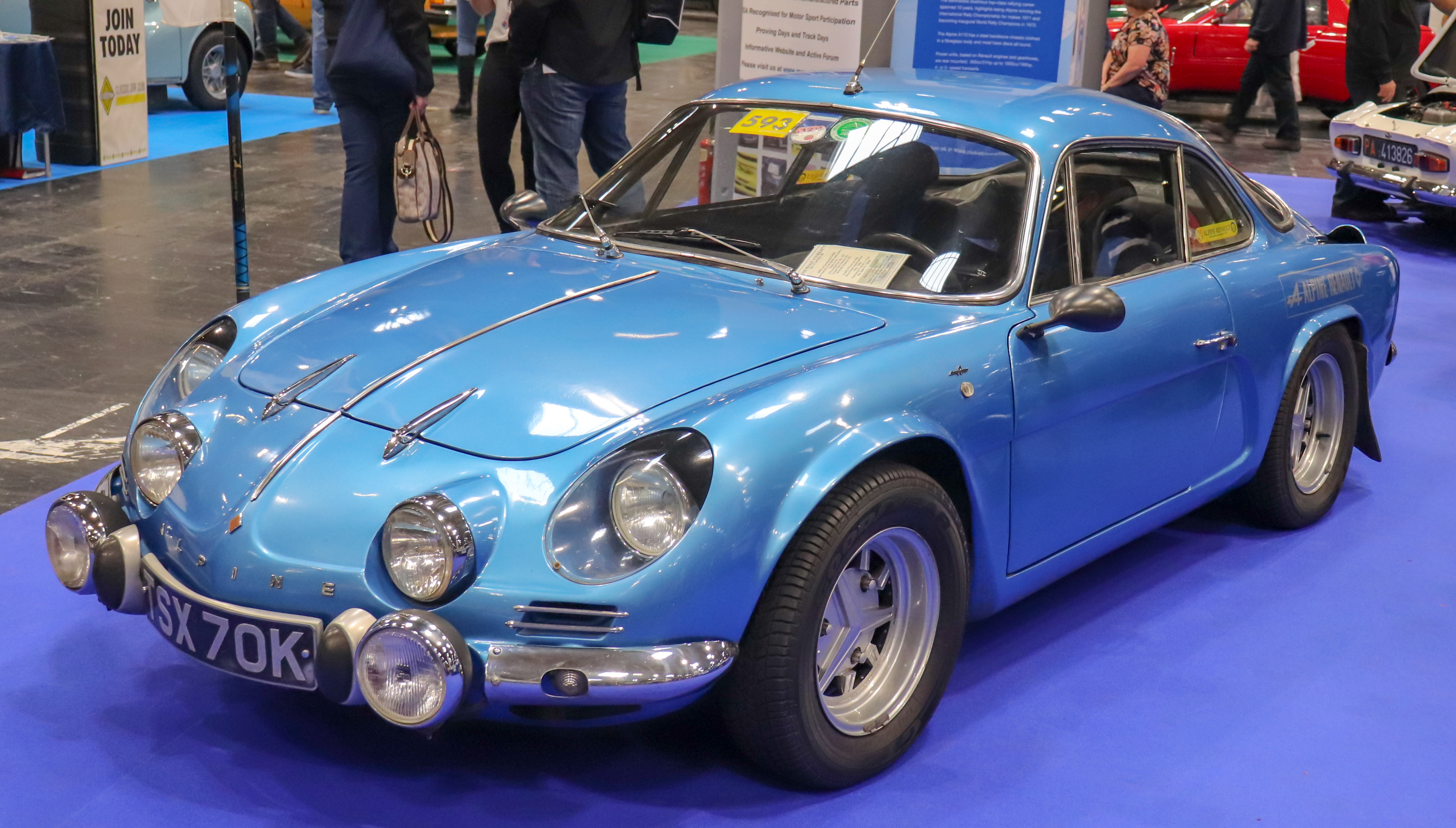
Alpine A110
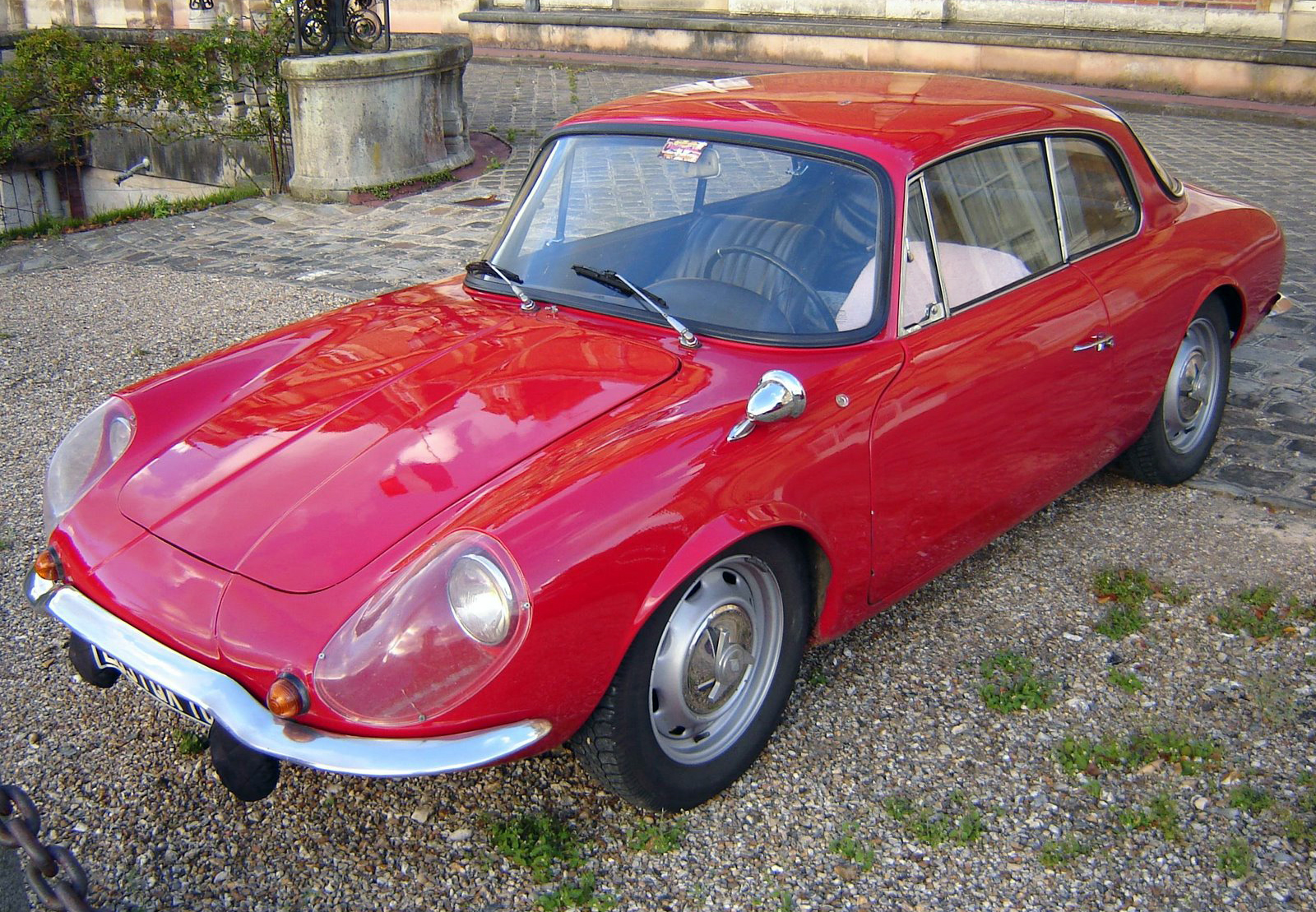
Alpine GT4
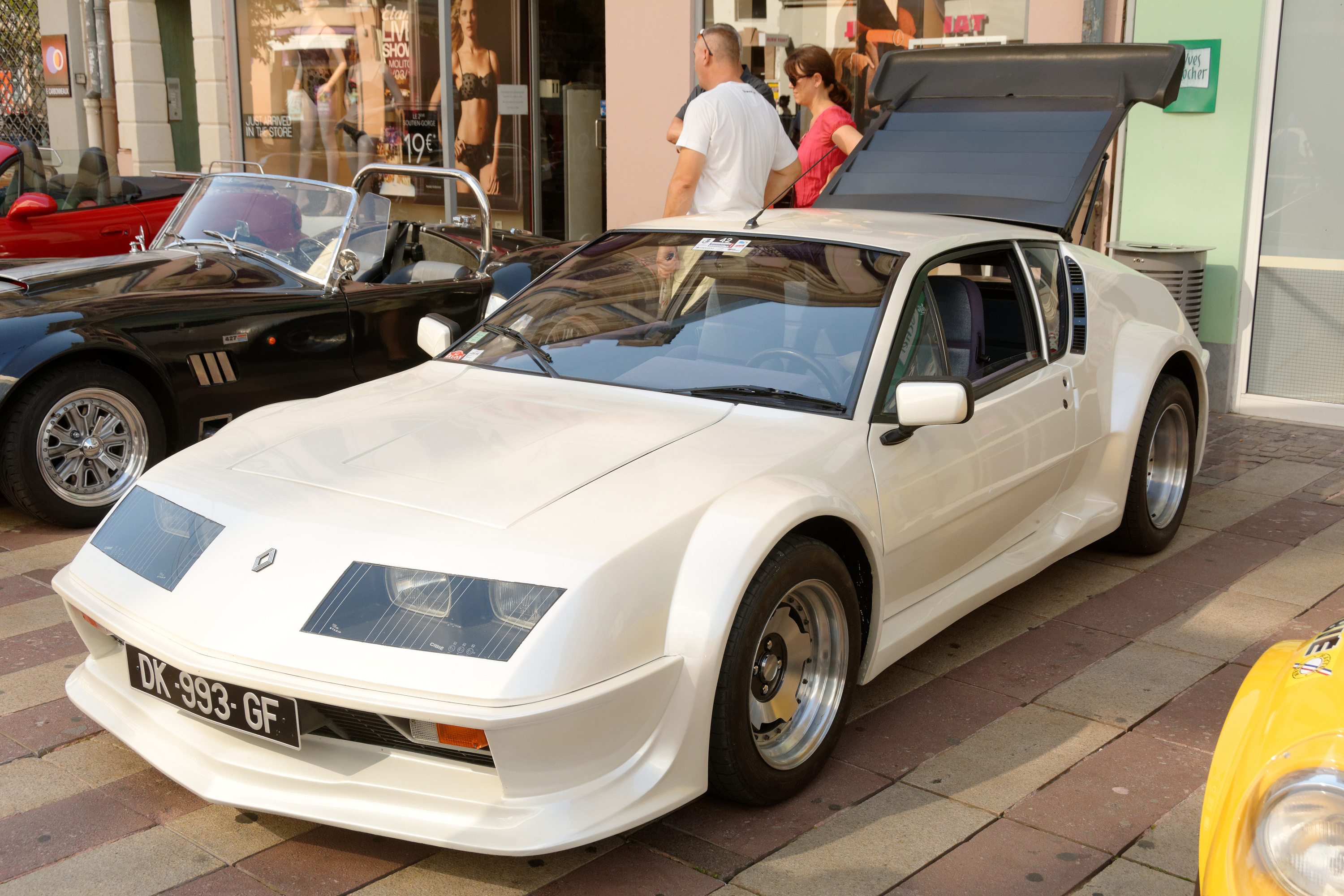
Alpine A310
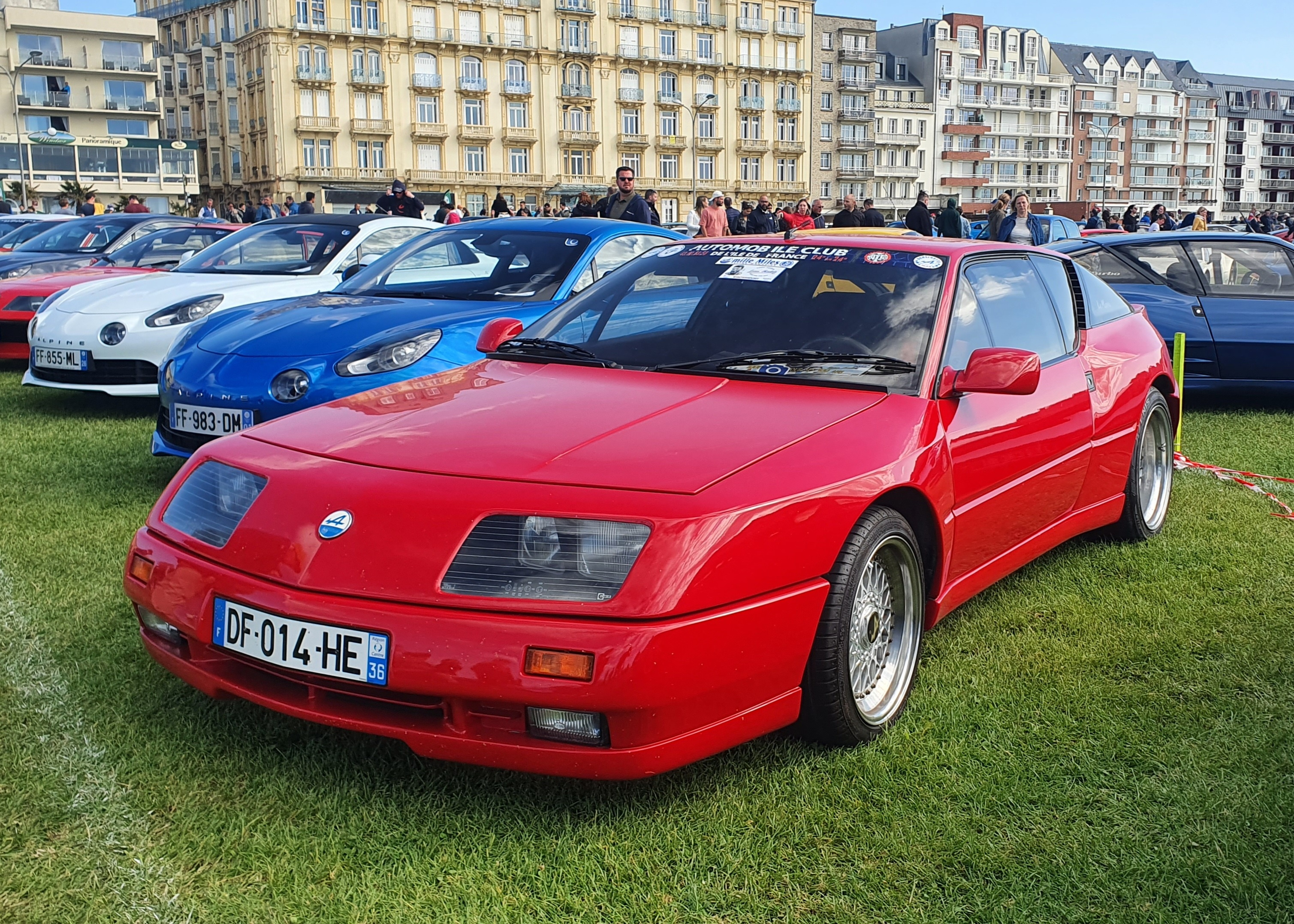
Alpine GTA
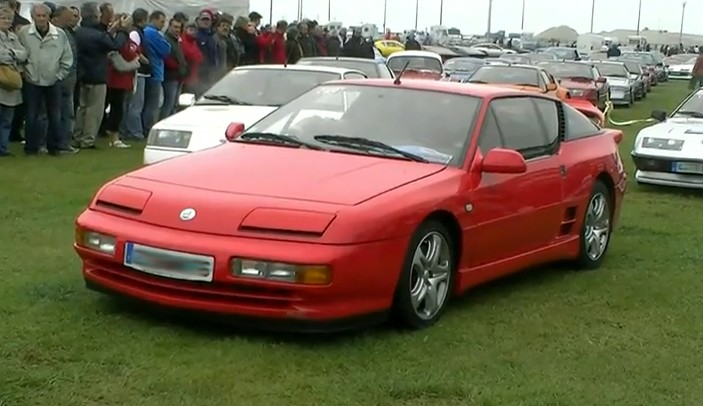
Alpine A610

### Prototipi e concept car
- Renault-Alpine A500 (1975-1976, prototipo)[16]
- Alpine A710 «Berlinette 2» (1989-1990, 2 prototipi)[17]
- Renault Alpine A110-50 (2012, concept car)[11]
- Alpine Vision Gran Turismo (2015, concept car)[13]
- Alpine Célébration (2015, concept car)[14]
- Alpine Vision (2016, concept car)[15]
- Alpine A4810 by IED (2022, concept car)
- Alpine Alpenglow (2022, concept car)
- Alpine A290_β (2023, concept car)
- Alpine A390_β (2024, concept car)

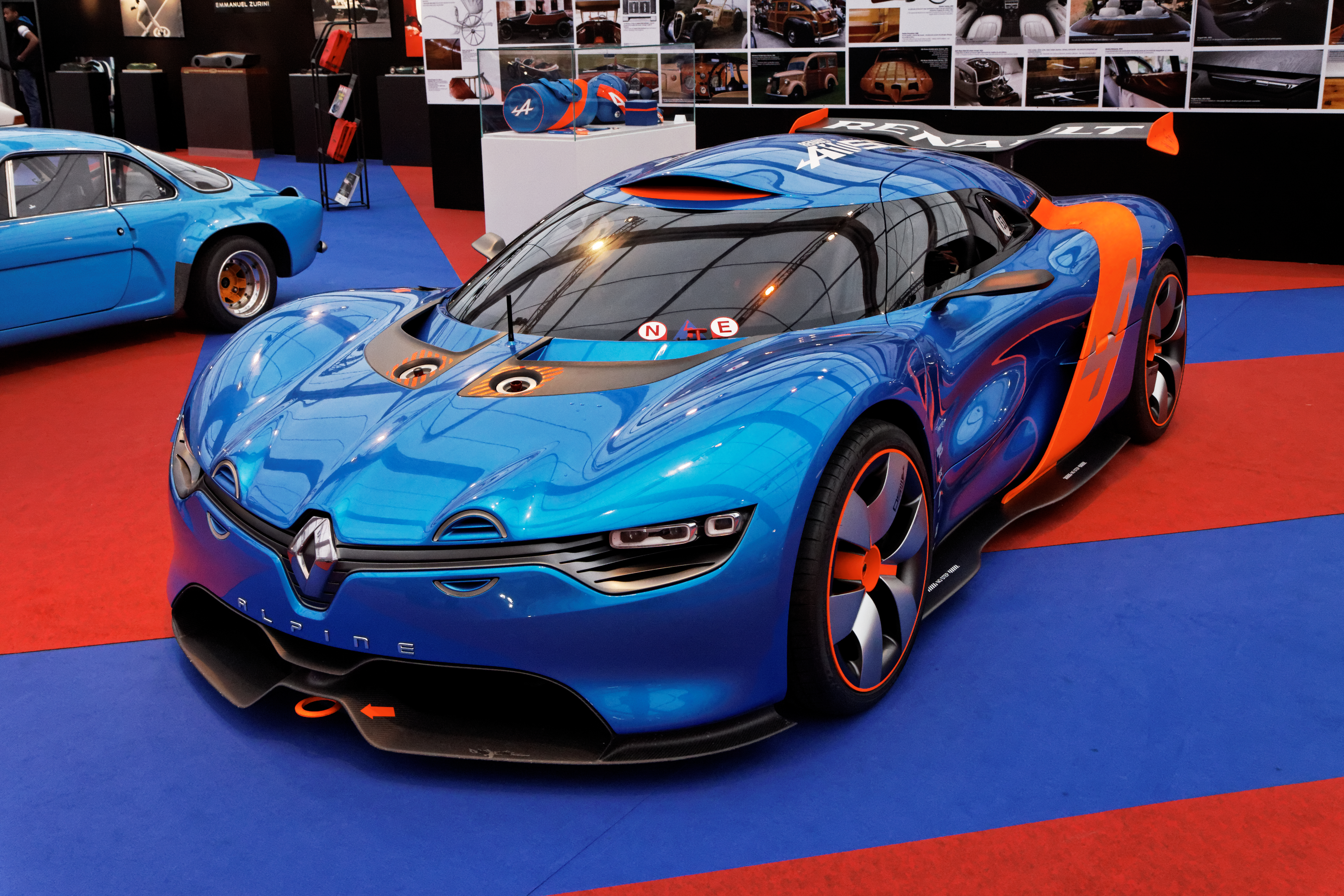
Renault Alpine A110-50
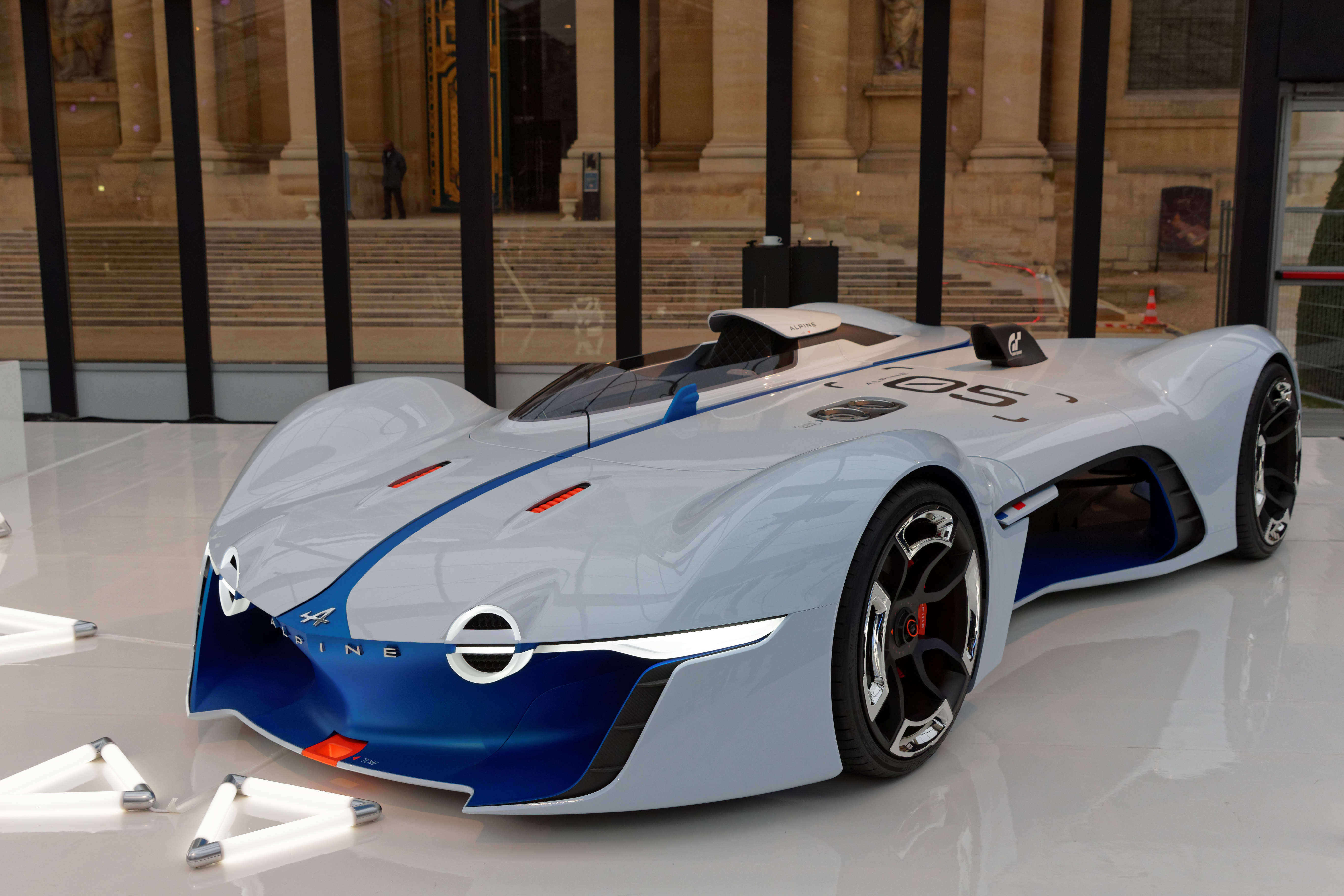
Alpine Vision Gran Turismo
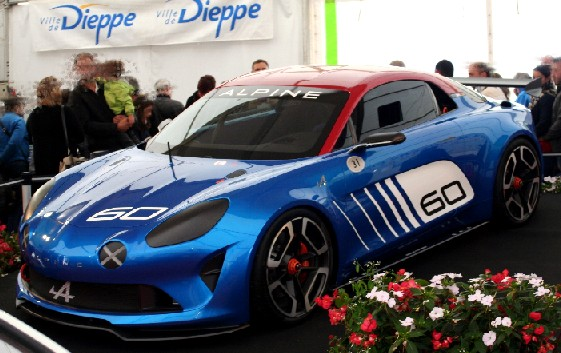
Alpine Celebration
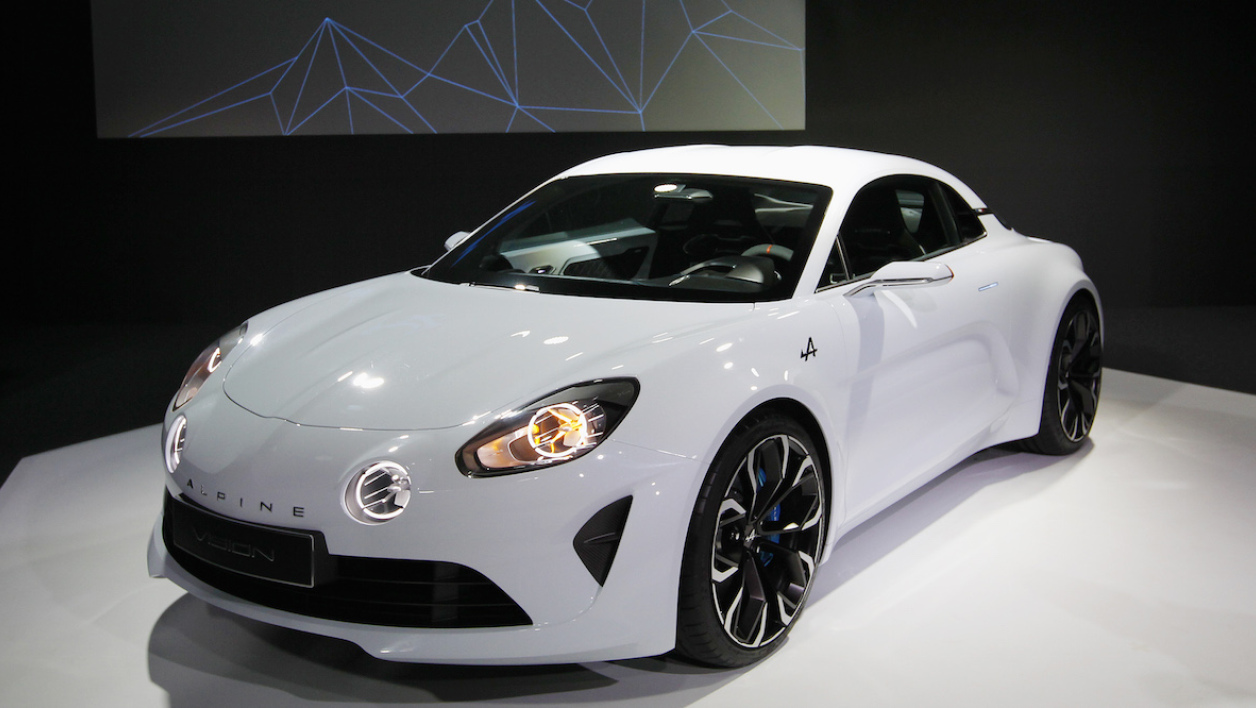
Alpine Vision
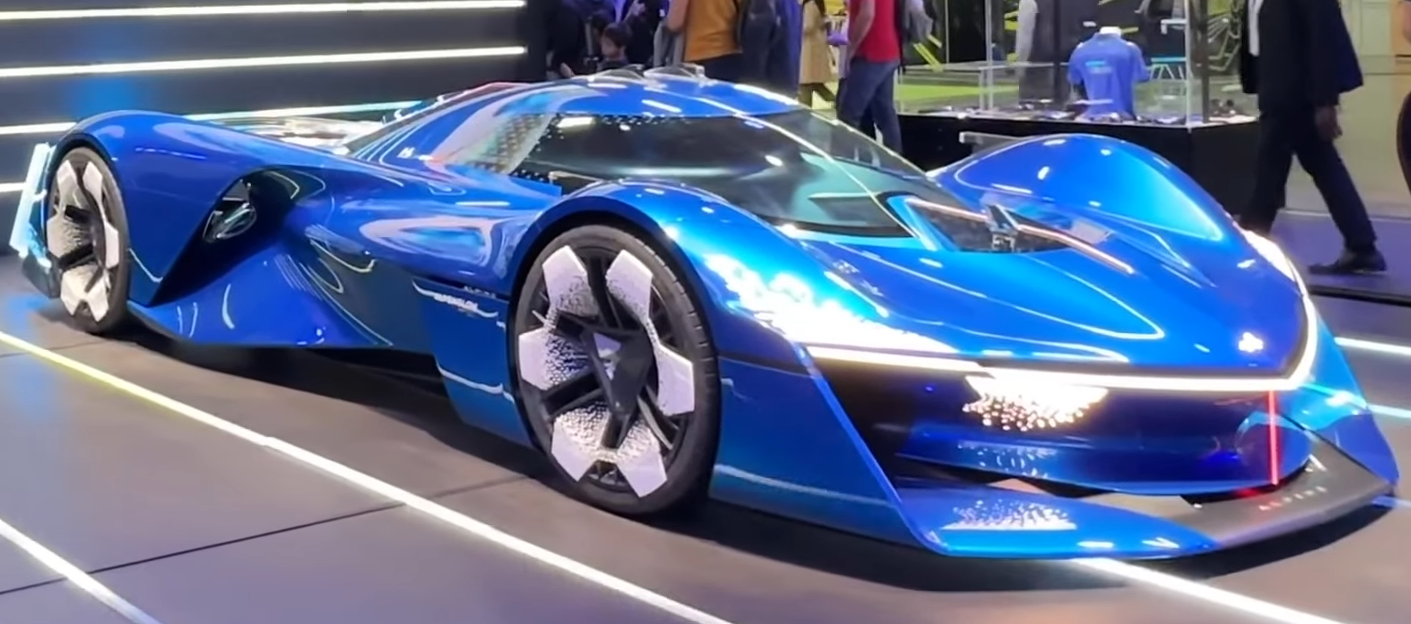
Alpine Alpenglow
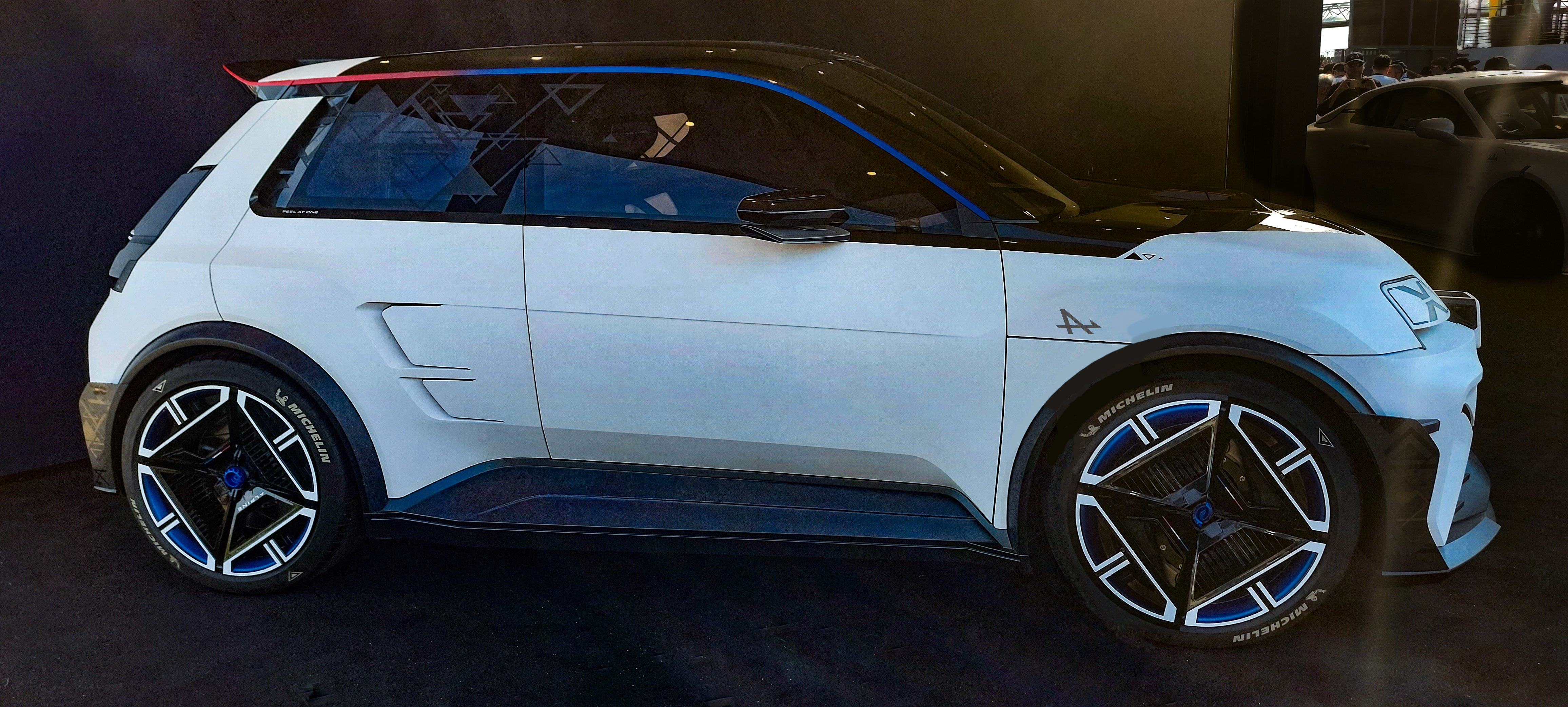
Alpine A290_β
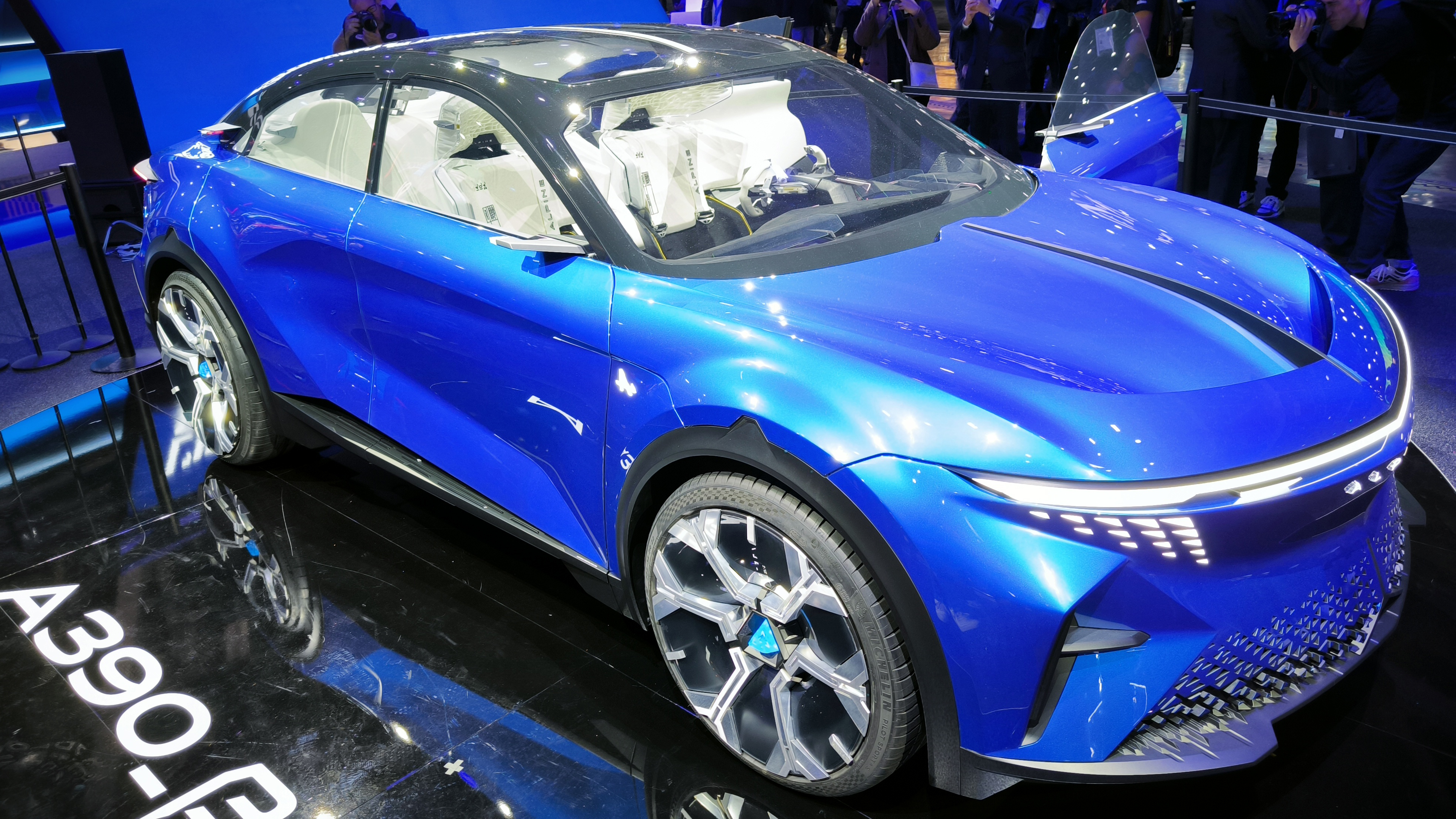
Alpine A390_β

### Modelli da competizione
Sport Prototipi
- Alpine M63
- Alpine M64
- Alpine M65
- Alpine A210/M66 (1966-1969)
- Alpine A211 (1967-1968)
- Alpine A220 (1968-1969)
- Alpine A440 (Gr.5 1972-1974)
- Alpine A441 (Gr.5 1973-1974)
- Renault Alpine A442 (Gr.6 1975-1978)
- Renault Alpine A443 (Gr.6 1976-1978)
- Alpine A450 (LMP2 2013-2015)
- Alpine A460 (LMP2 2016)
- Alpine A470 (LMP2 2017-2020)
- Alpine A480 (LMP1 2021-)
- Alpine A424 (LMDh 2024)

Monoposto
- Alpine P64
- Alpine A350
- Alpine A360
- Alpine A361
- Alpine A362
- Alpine A364 (F3 1978-1981)
- Alpine A366
- Alpine A500
- Alpine A521
- Alpine A522
- Alpine A523
- Alpine A524

Rally & Rallycross
- Alpine A110 1400
- Alpine-Renault A110 1600
- Alpine-Renault A110 1800
- Alpine A310
- Alpine A110 (R-GT Cup 2020)

### ModelliRenault Sport
Alpine come parte di Renault Sport Technologies di Dieppe.
- Renault 5 Alpine / Alpine Turbo (1976-1985)
- Renault Super 5 GT Turbo (1985-1991)
- Renault Clio I S / RS / 16S / 16V / Williams (1991-1996)
- Renault Spider (1995-1999)
- Renault Clio II RS (2000-2005)
- Renault Mégane II RS (2004-2009)
- Renault Clio III RS (2006-2012)
- Renault Mégane III RS (2009-2016)
- Renault Clio IV RS (2012-)
- Renault Mégane IV RS (2018-)

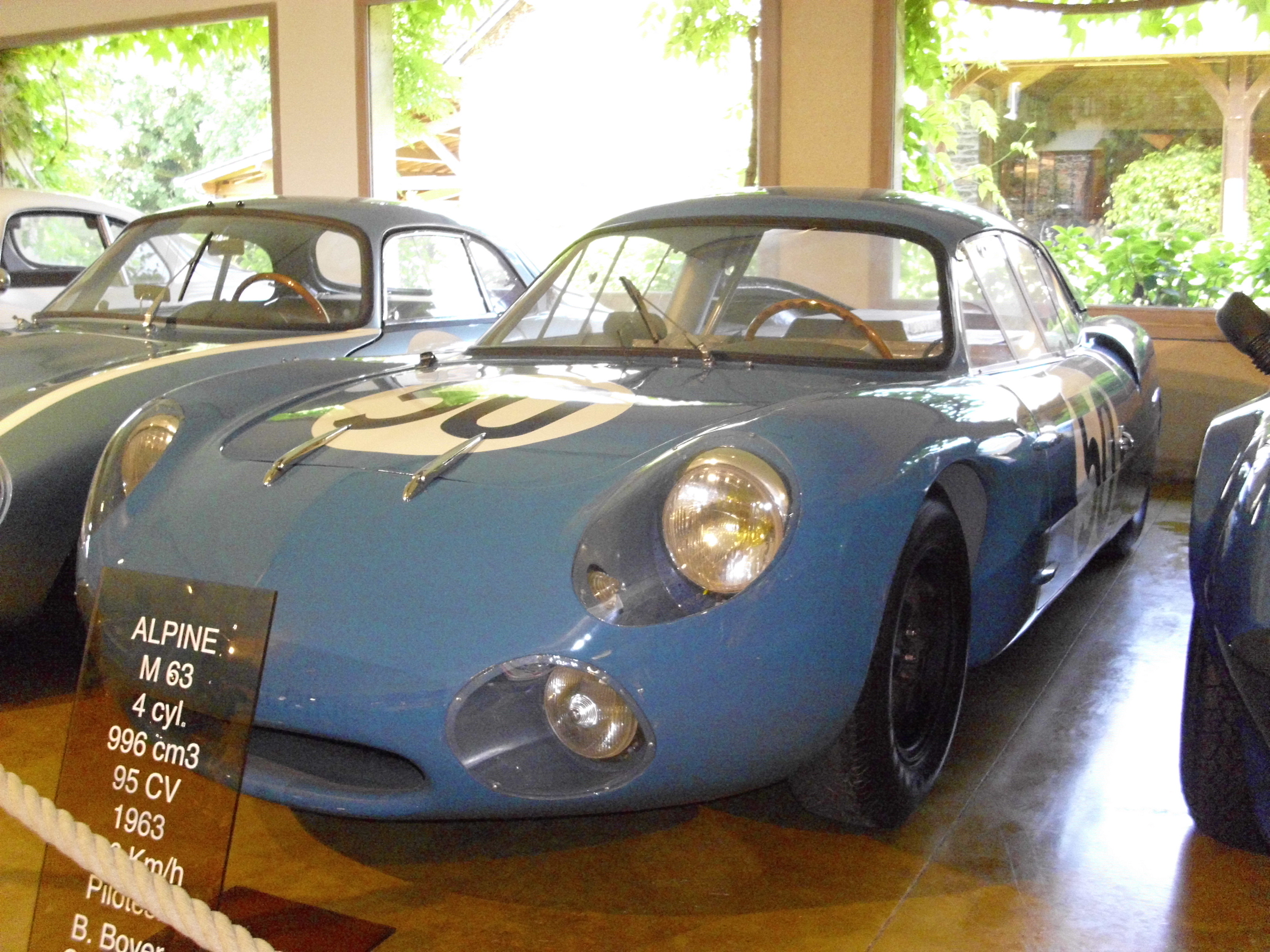
Alpine M63
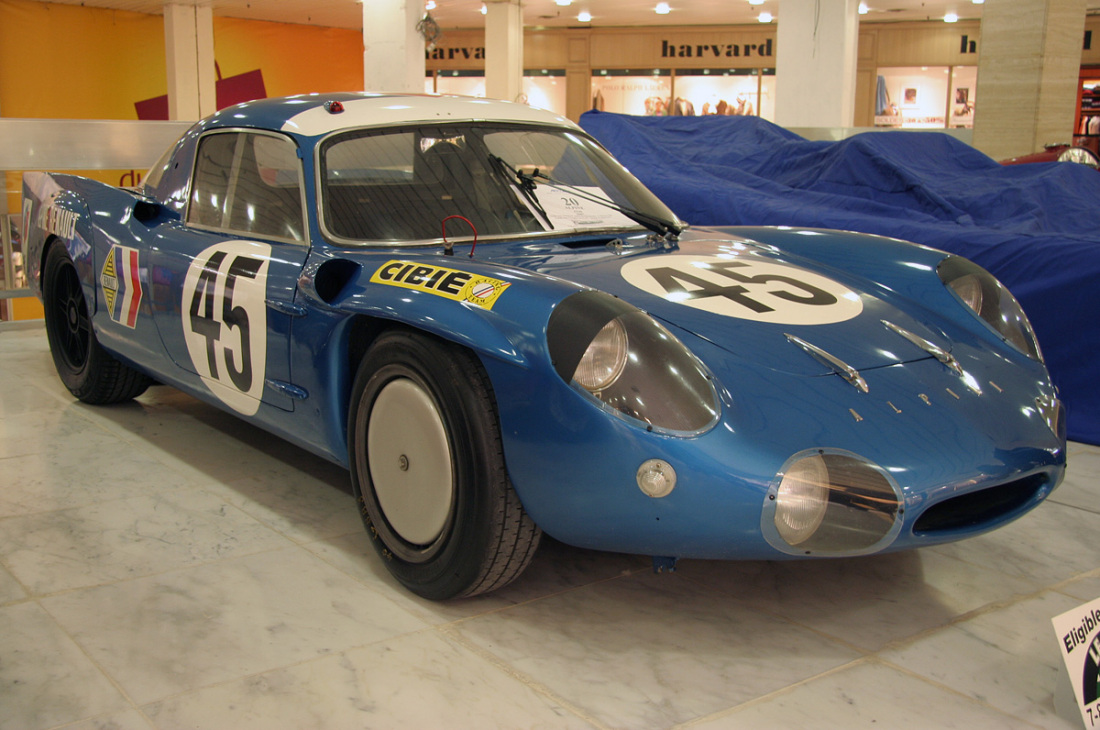
Alpine A210
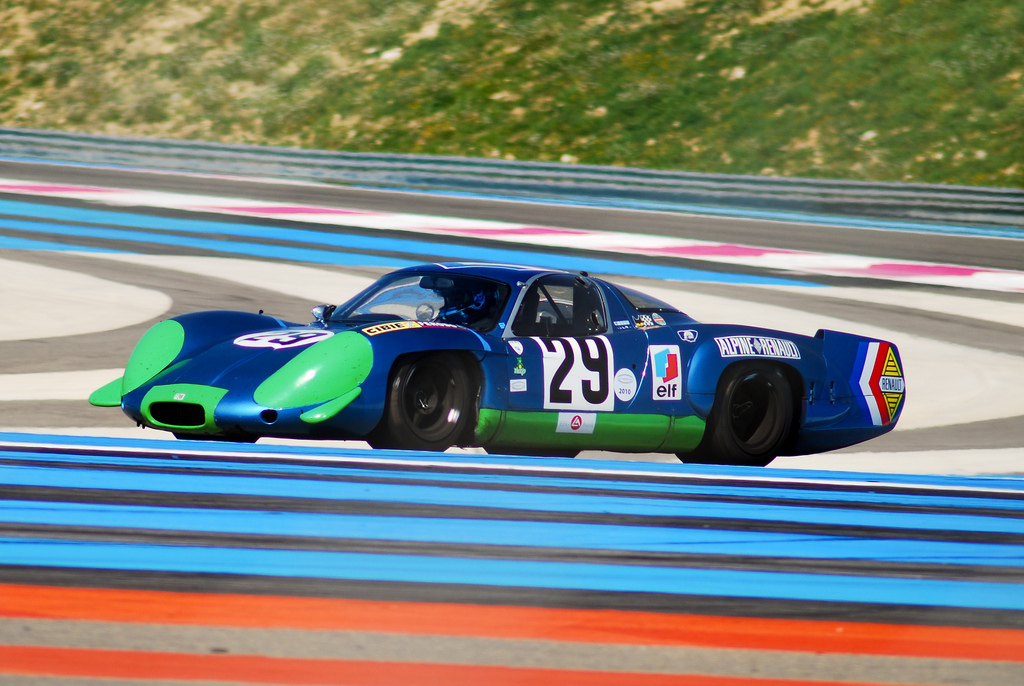
Alpine A220
Alpine A441
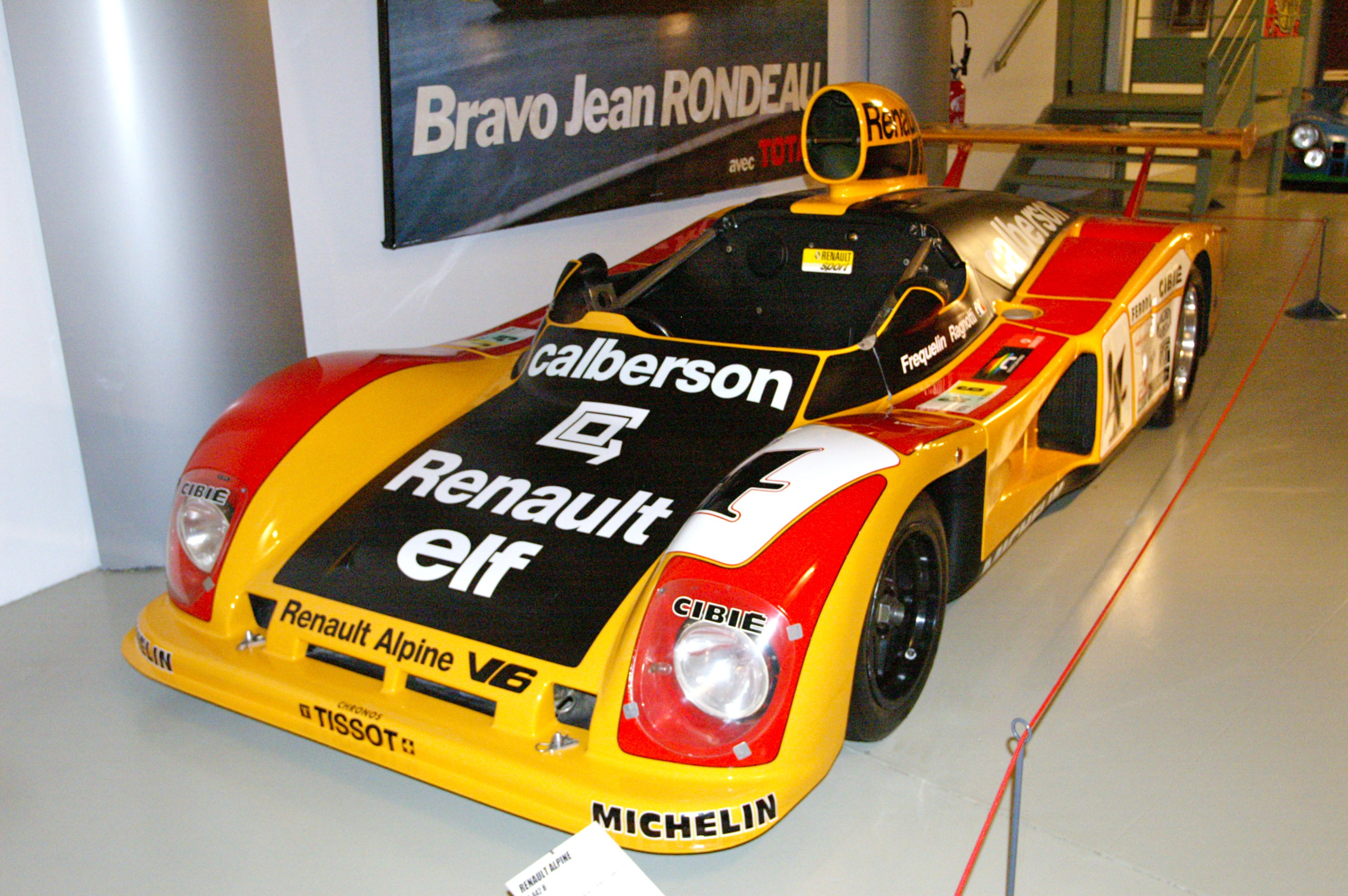
Renault Alpine A442
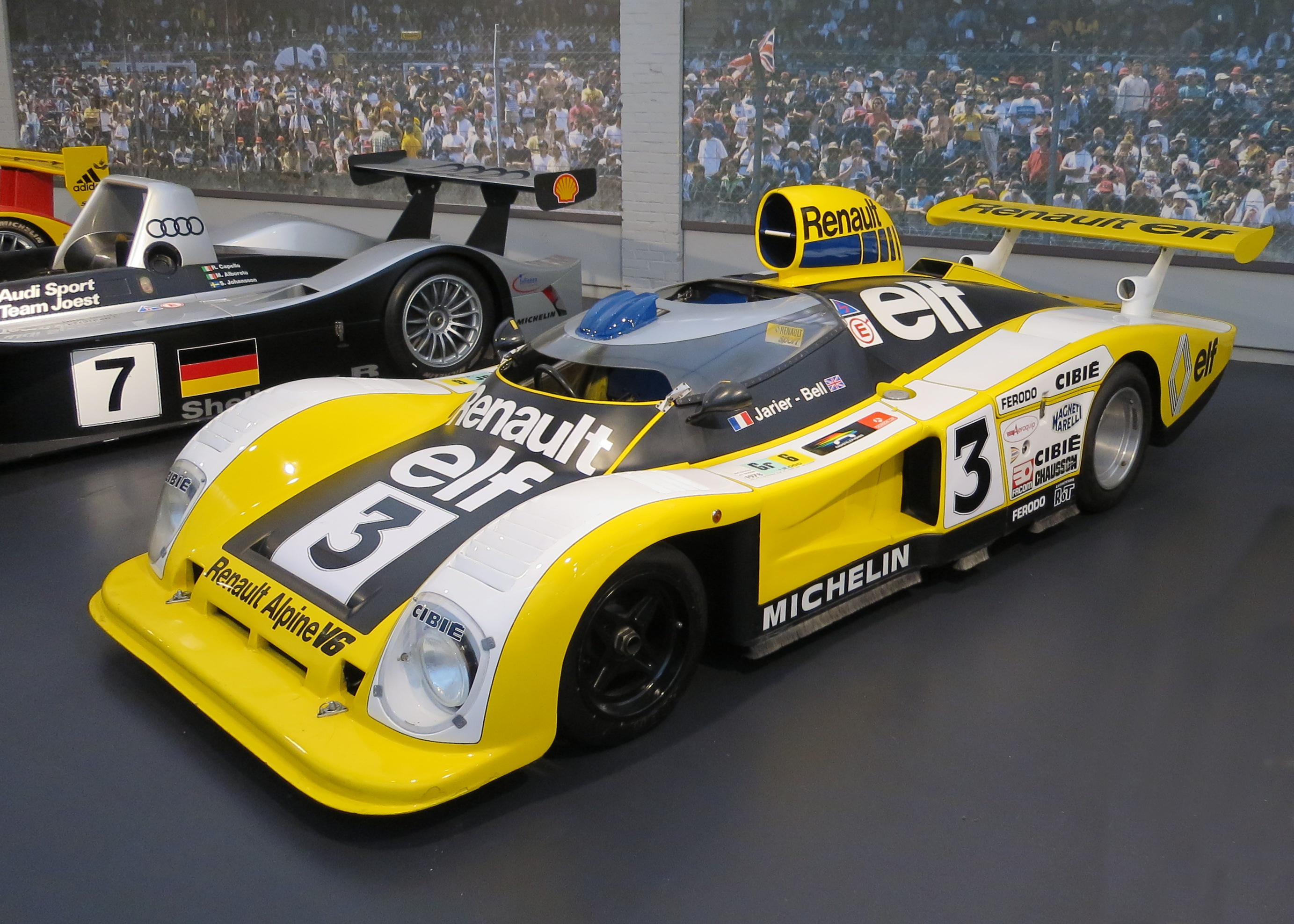
Renault Alpine A442B
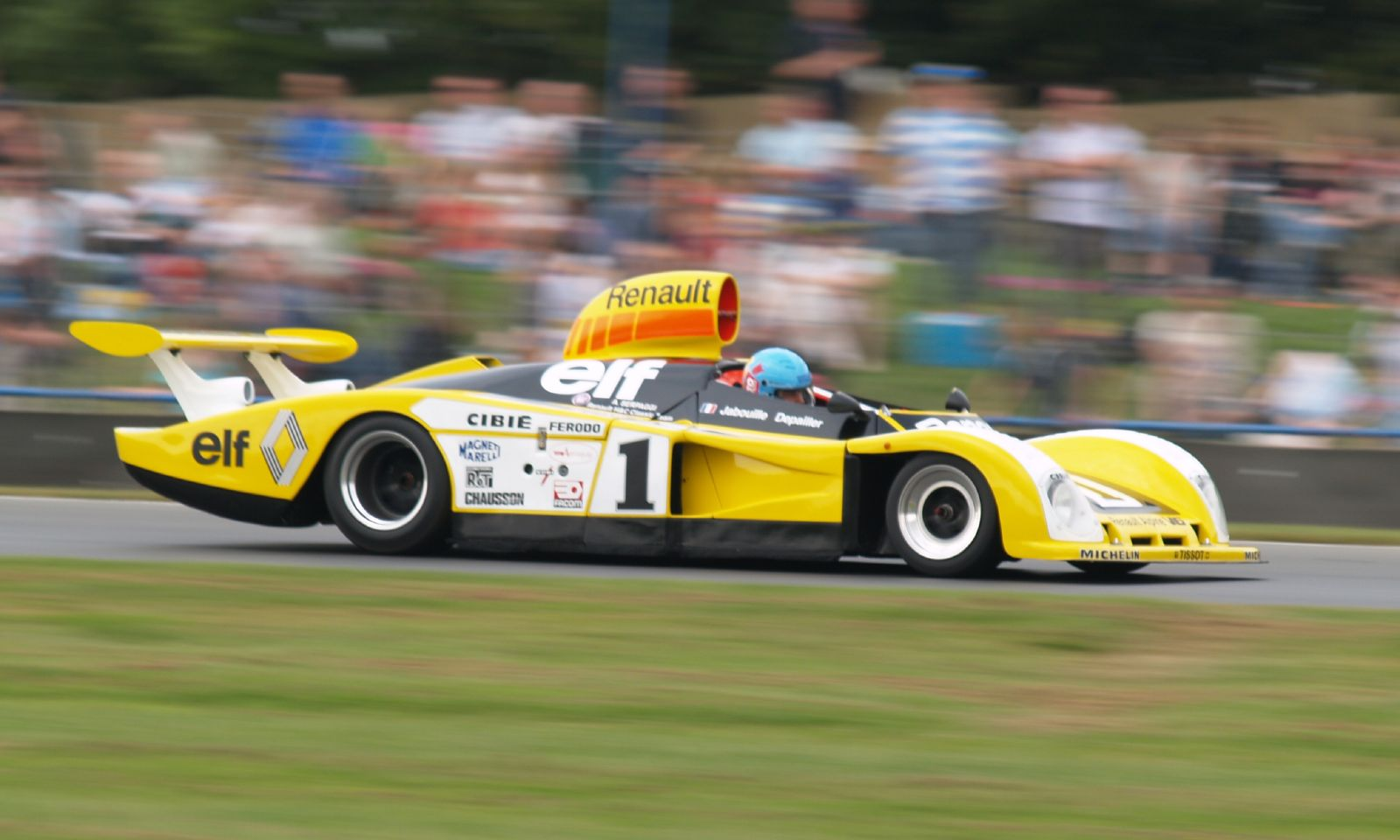
Renault Alpine A443
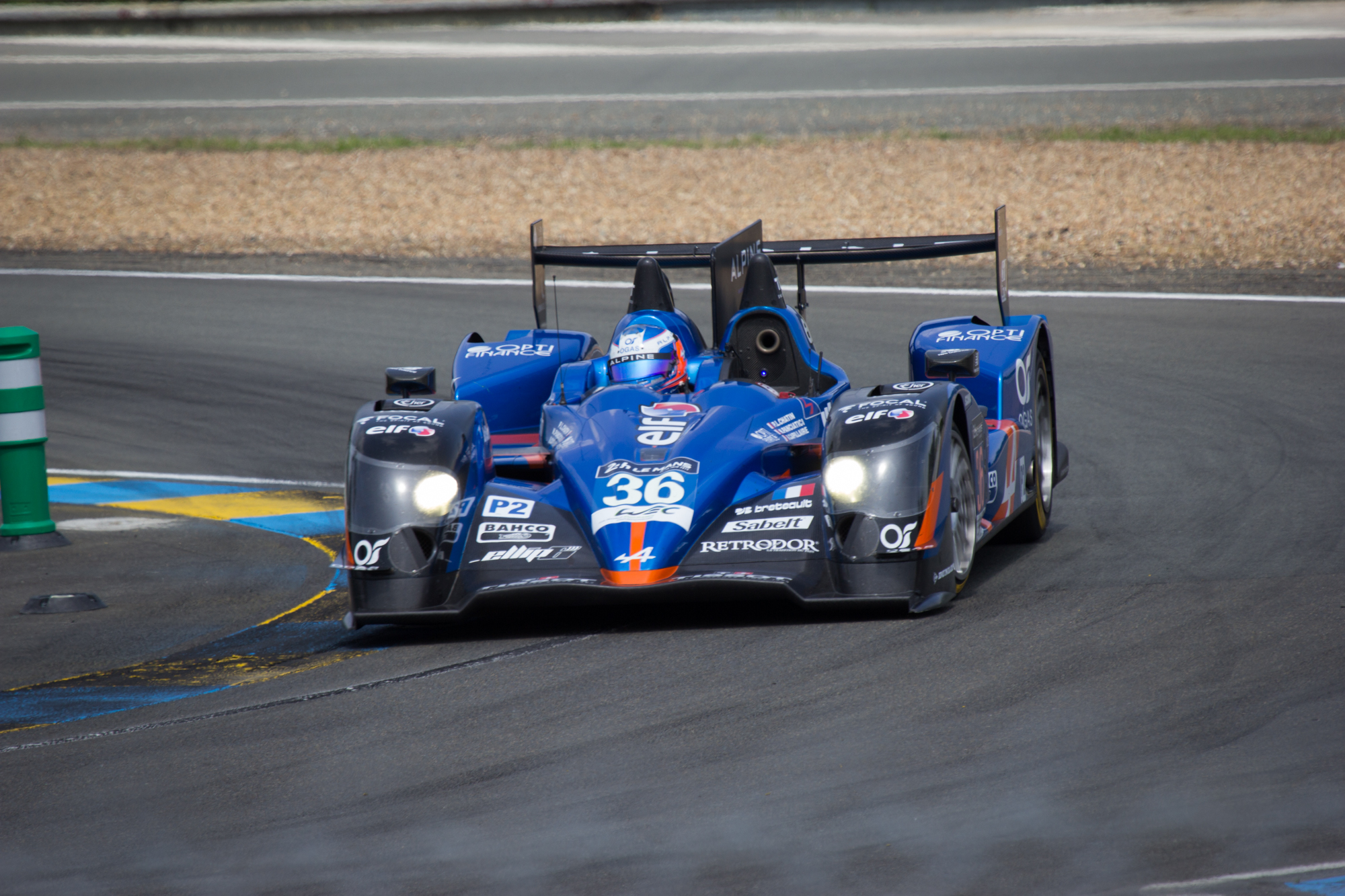
Signatech Alpine A450
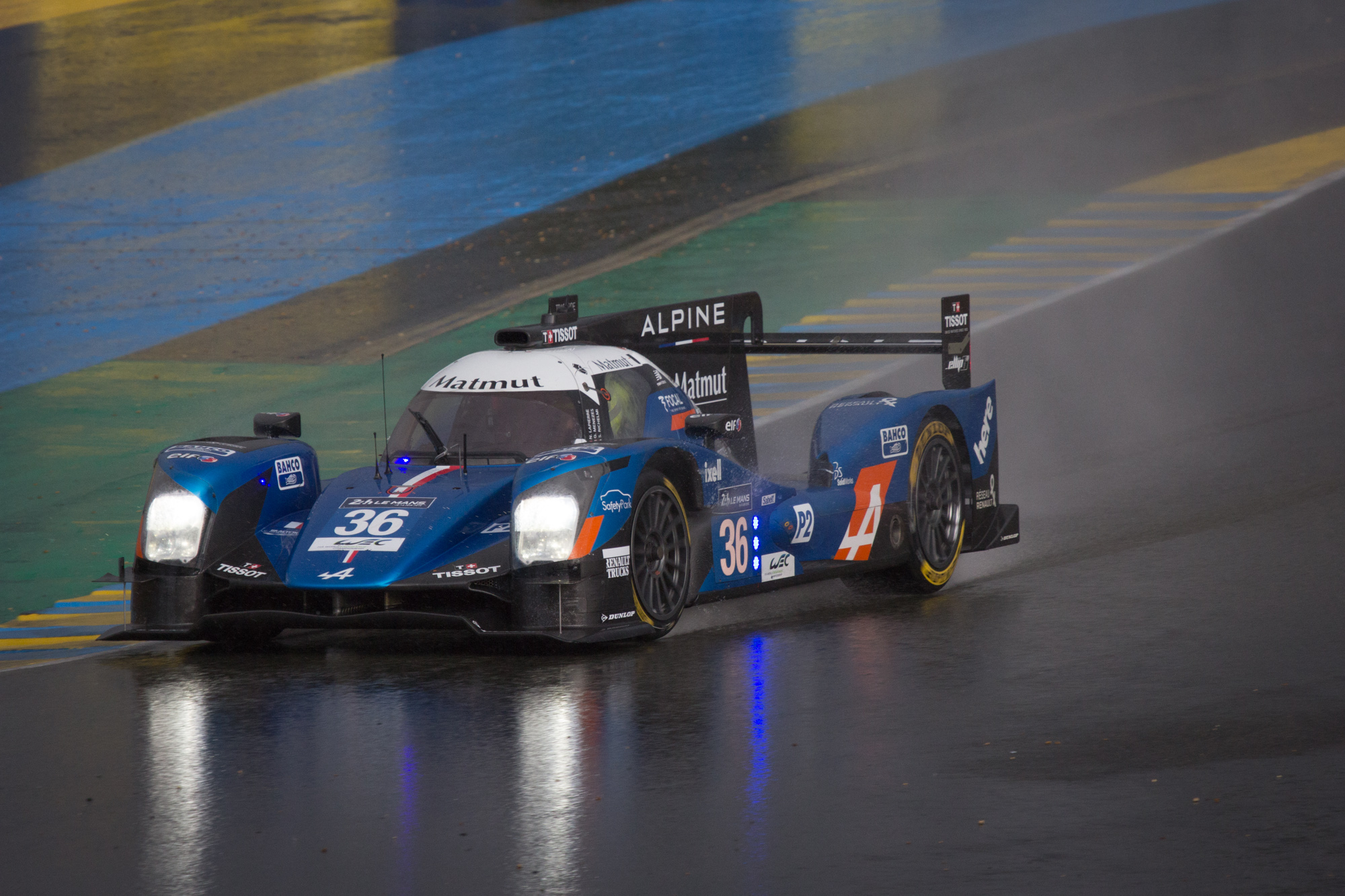
Signatech Alpine A460
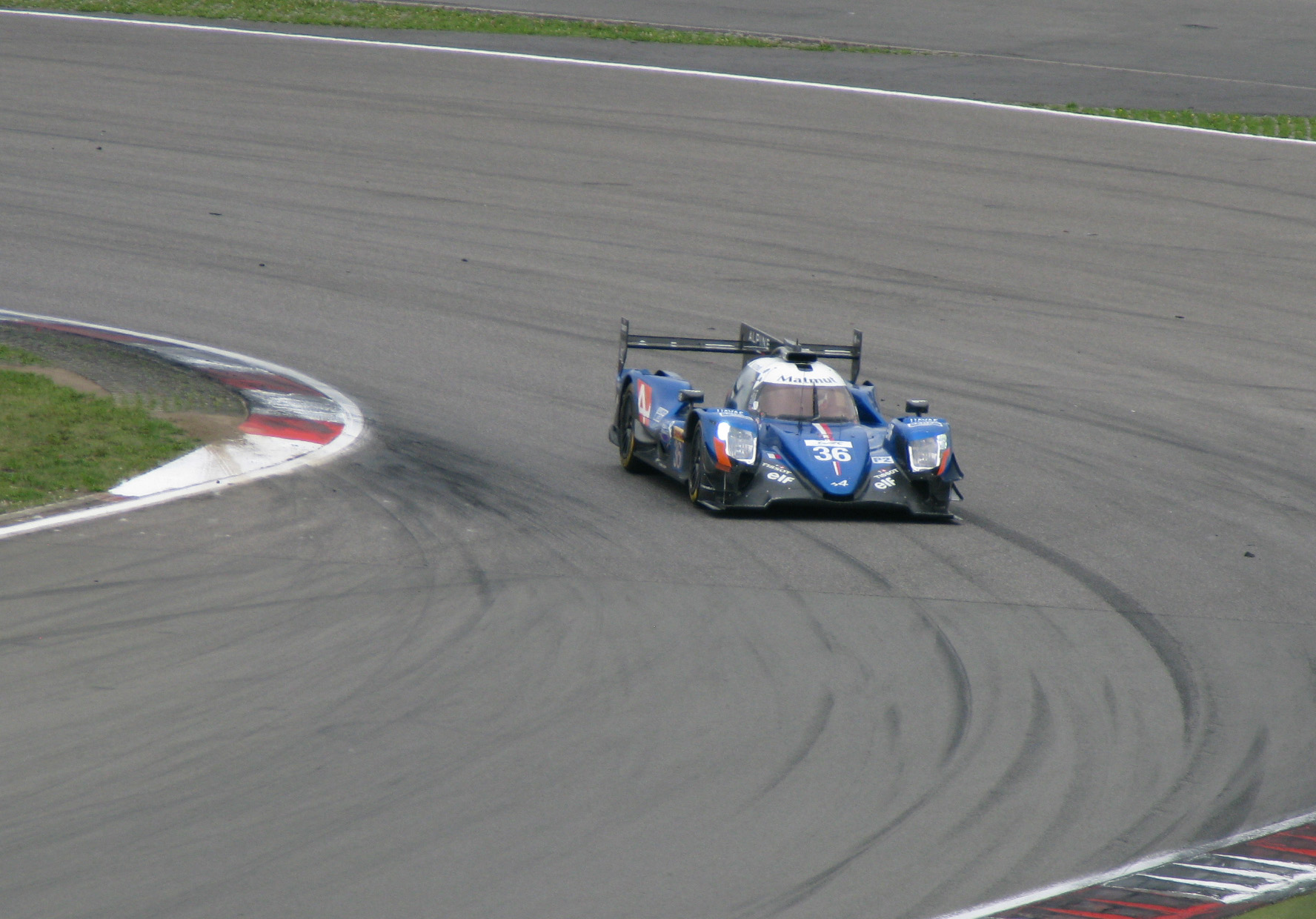
Signatech Alpine A470
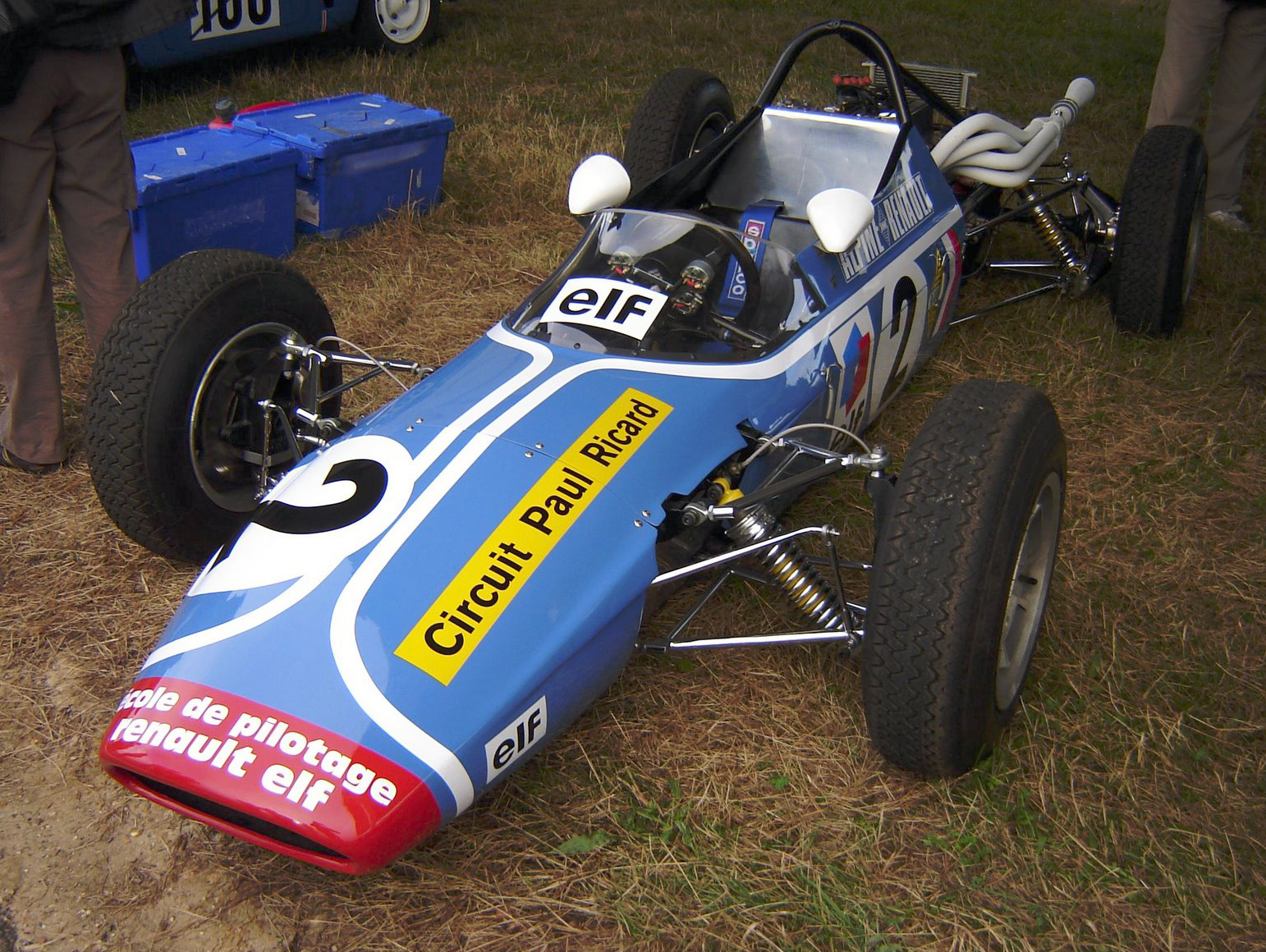
Alpine A362
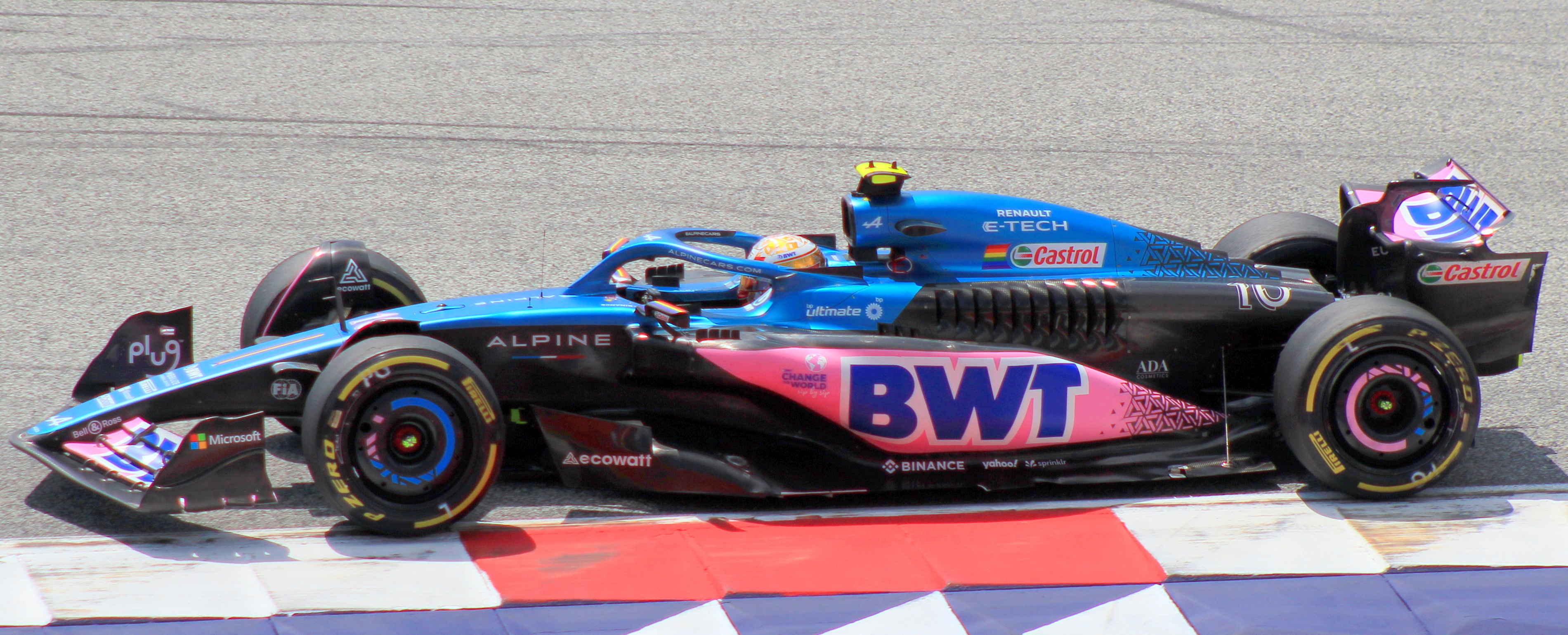
Alpine A523

## Premi

### Auto dell'anno
- 2025: Alpine A290[18]

## Albo d'oro competizioni
Albo d'oro nelle competizioni della Alpine, tra parentesi il pilota (o i piloti) e la vettura utilizzata.

### Sport Prototipo
- 1963: Campione di Francia sport prototipo (José Rosinski / M63)
- 1964: Campione di Francia sport prototipo (Roger de Lageneste / M64)
- 1974: Vittoria del Campionato Europeo per Vetture Sport 2 Litri (Alain Serpaggi / A441)
- 1978: Vittoria alla 24 Ore di Le Mans (Didier Pironi e Jean-Pierre Jaussaud / A442B)
- 2013: Vittoria del European Le Mans Series (Pierre Ragues e Nelson Panciatici / Signatech-Alpine A450)
  - 2013: Vittoria alla 3 Ore di Budapest
- 2014: Vittoria del European Le Mans Series (Paul-Loup Chatin e Nelson Panciatici / Signatech-Alpine A450)
  - 2014 Vittoria al Red Bull Ring
- 2015: Vittoria alla 6 Ore Shanghai (Paul-Loup Chatin e Nelson Panciatici / Signatech-Alpine A450B)
- 2016: Vittoria del trofeo endurance LMP2 e del trofeo endurance costruttori LMP2 nel Campionato del mondo endurance (Gustavo Menezes, Nicolas Lapierre, Stéphane Richelmi) / (Alpine A460)
  - 2016: Vittoria nella categoria LMP2 alla 6 Ore di Spa-Francorchamps, alla 24 Ore di Le Mans, alla 6 ore del Nürburgring e alla 6 ore del Circuito delle Americhe
- 2017: vittoria nella categoria LMP2 alla 6 ore del Circuito delle Americhe (Gustavo Menezes, Nicolas Lapierre, André Negrão) / (Alpine A470)
- 2018-2019:  Vittoria del trofeo endurance LMP2 e del trofeo endurance costruttori LMP2 nel Campionato del mondo endurance (Nicolas Lapierre, André Negrão, Pierre Thiriet) / (Alpine A470)
  - 2018-2019: Vittoria nella categoria LMP2 alla 24 Ore di Le Mans 2018 e alla 24 Ore di Le Mans 2019

### Monoposto
- 1964: Campione di Francia F3 (H. GRANDSIRE / P64)
- 1971: Campione di Francia F3 (P. DEPAILLER / A360)
- 1971: Campione di Francia Formula Renault (M. LECLÈRE / A361)
- 1972: Campione di Francia F3 (M. LECLÈRE / A364)
- 1972: Campione d'Europa F3 (TEAM ALPINE / A364)
- 1972: Campione d'Europa Formula Renault (A. CUDINI / A366)

### Rallycross
- 1977: Campionato di Francia (J. RAGNOTTI / A310 V6)
- 1977: Campione d'Europa (H. GRÜNSTEIDL / A310 V6)
- 1978: Campionato di Francia (B. SABY / A110)
- 1979: Campionato di Francia (J.P. BELTOISE / A310)

### Rally
- 1967: Campione di Spagna (B. TRAMONT / A110)
- 1968: Campione di Francia (J.C. ANDRUET / A110)
- 1968: Campione di Spagna (B. TRAMONT / A110)
- 1969: Campione di Francia (J. VINATIER / A110)
- 1970: Campione d'Europa (J.C. ANDRUET / A110)
- 1970: Campione di Francia (J.C. ANDRUET / A110)
- 1970: Campione di Bulgaria (I. TCHUBRIKOV / A110)
- 1970: Campione di Romania (G. PUIU / A110)
- 1971: Campione internazionale rally (Team Alpine / A110)
- 1971: Campione di Francia (J.P. NICOLAS / A110)
- 1971: Campione di Bulgaria (I. TCHUBRIKOV / A110)
- 1972: Campione di Francia (B. DARNICHE / A110)
- 1972: Campione di Cecoslovacchia (V. HUBACEK / A110)
- 1973: Campione del mondo (Team Alpine / A110)
- 1973: Campione di Francia (J.L. THÉRIER / A110)
- 1973: Campione di Cecoslovacchia (V. HUBACEK / A110)
- 1974: Campione di Francia (J. HENRY / A110)
- 1974: Campione di Cecoslovacchia (V. HUBACEK / A110)
- 1974: Campione di Polonia (B. KRUPA)
- 1975: Campione di Francia (J. HENRY / A110)
- 1975: Campione di Cecoslovacchia (V. HUBACEK / A110)
- 1975: Campione di Ungheria (A. FERJANCZ)
- 1976: Campione di Cecoslovacchia (V. HUBACEK / A110)
- 1977: Campione di Francia (G. FREQUELIN / A310)
- 1980: Campione di Francia (J. RAGNOTTI / R5 Alpine)
- 1995: Campione di Francia VHC (J.C. RÉDÉLÉ / A110)